# Björn Höcke

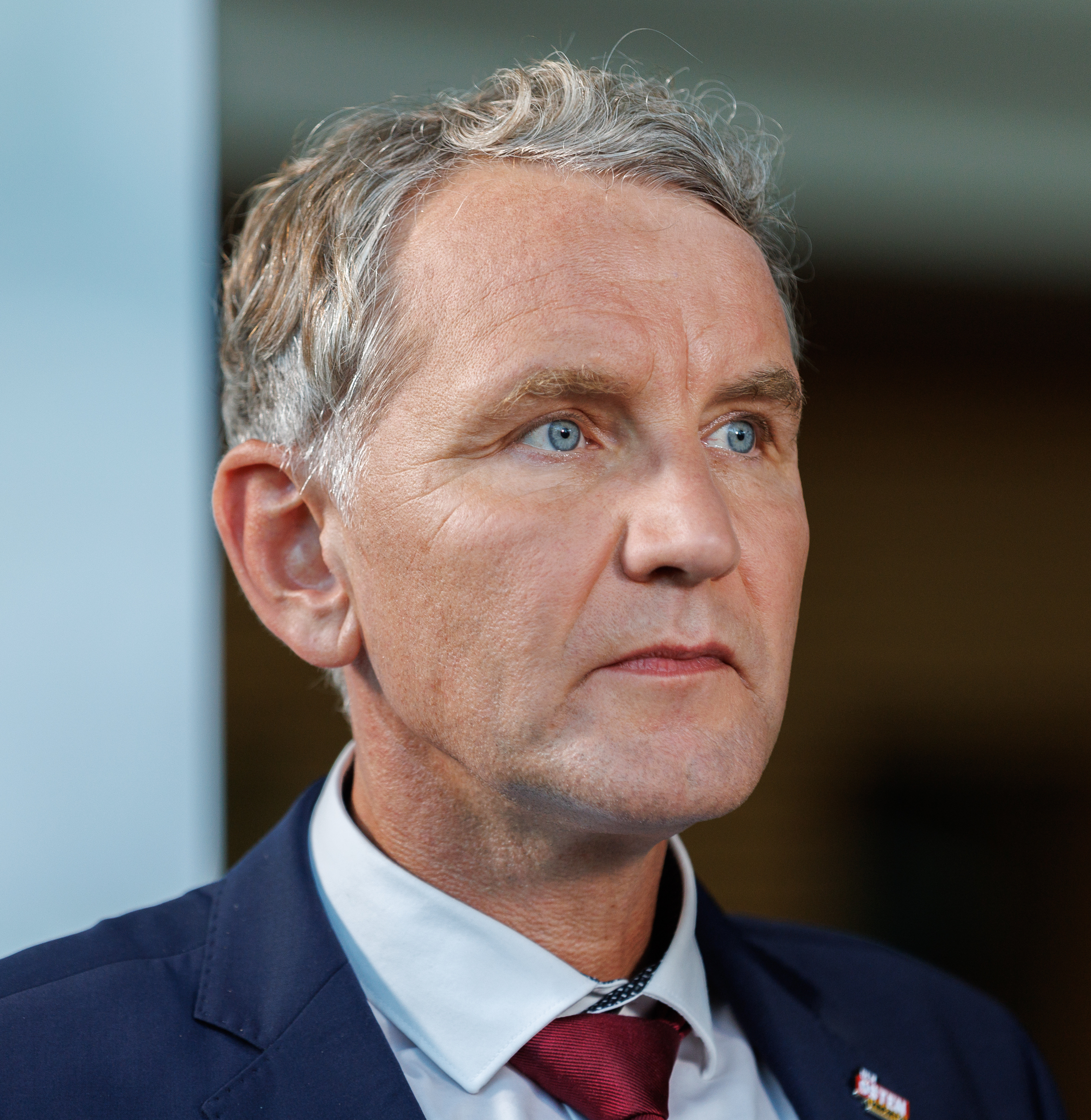
Björn Höcke (2024)

Björn Uwe Höcke (* 1. April 1972 in Lünen, Nordrhein-Westfalen) ist ein rechtsextremer deutscher Politiker (AfD).
Höcke ist seit 2014 Vorsitzender der AfD-Fraktion im Thüringer Landtag und gemeinsam mit Stefan Möller Sprecher des Landesverbands AfD Thüringen. Im März 2015 war er Mitbegründer der rechtsextremen parteiinternen Gruppe Der Flügel. Auch nach deren formeller Auflösung gilt Höcke wegen seiner guten Vernetzung als bundesweit einflussreichster Politiker in der rechtsextremen AfD. Er vertritt Konzepte der Neuen Rechten und strebt ein Bündnis ultranationalistischer Gruppen zur ethnischen Homogenisierung Deutschlands und Europas an.
Sozialwissenschaftler und Historiker stellen in Höckes Äußerungen Faschismus, Rassismus, Geschichtsrevisionismus und Antisemitismus sowie Ideen und Sprache des Nationalsozialismus fest. Das Bundesamt für Verfassungsschutz (BfV) stuft ihn als Rechtsextremisten ein und überwacht ihn seit Anfang 2020.

## Familie, Ausbildung und Beruf
Höckes Großeltern väterlicherseits waren Vertriebene aus Ostpreußen. Sein Vater war Sonderschullehrer an der Landesschule für Blinde und Sehbehinderte in Neuwied, die Mutter Kranken- und Altenpflegerin. Er wuchs in Anhausen auf, wo er die Braunsburg-Grundschule besuchte. Sein Abitur legte er 1991 am Rhein-Wied-Gymnasium Neuwied ab. Nach dem Grundwehrdienst studierte er ab 1992 zwei Semester Rechtswissenschaft an der Rheinischen Friedrich-Wilhelms-Universität Bonn sowie von 1993 bis 1998 an der Justus-Liebig-Universität Gießen und der Philipps-Universität Marburg Sportwissenschaft und Geschichtswissenschaft für das Lehramt an Gymnasien. Nach seinem Referendariat am Goethe-Gymnasium in Bensheim war er von 2001 bis 2005 als Studienrat an der Martin-Buber-Schule in Groß-Gerau tätig, wo er die Fächer Sport und Geschichte unterrichtete. Von 2003 bis 2005 belegte er einen Studiengang für Schulmanagement, den er als Master of Arts abschloss. Bis September 2014 unterrichtete er an der Rhenanus-Schule in Bad Sooden-Allendorf, zuletzt als Oberstudienrat. Er ist seither beurlaubt. Versuche, ihn aus dem Beamtendienst zu entfernen, sind bislang gescheitert.
Höcke ist verheiratet und hat vier Kinder. Er lebt mit seiner Familie in Bornhagen im thüringischen Landkreis Eichsfeld.

## Politische Laufbahn

### Entwicklung
Nach eigenen Angaben prägten Erzählungen seiner Großeltern über Ostpreußen Höcke stark. Aus Bewunderung für die vom damaligen Bundeskanzler Helmut Kohl angestrebte geistig-moralische Wende sei er 1986 in die Junge Union eingetreten. Sein nationalkonservativ und antikommunistisch eingestellter Vater habe ihn mit der Voraussage beim Mauerfall von 1989 beeindruckt, nun werde der multikulturelle Westen die noch intakte Vertrauensgemeinschaft im Osten zerstören. Höckes Vater hatte die antisemitische Zeitschrift Die Bauernschaft des verurteilten Holocaustleugners Thies Christophersen abonniert und sich nach dem Ausschluss von Martin Hohmann aus der CDU (seit 2016 AfD) öffentlich mit ihm solidarisiert.
In einem Leserbrief von 2006 behauptete Höcke im Anschluss an den Geschichtsfälscher David Irving, anders als die deutschen Luftangriffe auf Coventry 1940 seien die britischen Luftangriffe auf Dresden 1945 eine völkerrechtswidrige, geplante Massentötung an ostdeutschen Flüchtlingen in einer unverteidigten überfüllten Stadt gewesen. In dem Leserbrief steht auch der Satz: „In der Weltgeschichte sind niemals zuvor und niemals danach in so kurzer Zeit so viele Menschen vom Leben zum Tode befördert worden wie im ehemaligen Elbflorenz.“ Daraufhin musste Höcke seiner Schulleitung versprechen, so etwas als Lehrer nie wieder öffentlich zu äußern.
Ab 2007 hatte Höcke Kontakt zu Vertretern der Neuen Rechten wie Dieter Stein und Heiner Hofsommer. 2008 regte er in der Zeitschrift Junge Freiheit eine Diskussion über einen „Dritten Weg“ als Alternative zum „zinsbasierten Globalkapitalismus“ an. 2011 versuchte er mit einigen Gleichgesinnten eine „Patriotische Deutsche Gesellschaft“ zu gründen. Beim Gedenken an den 13. Februar 1945 in Dresden im Jahr 2010 demonstrierte er zusammen mit Neonazis.
Laut einem ehemaligen Schüler lobte Höcke als Lehrer wiederholt das Werk Psychologie der Massen von Gustave Le Bon, sprach oft über Charisma, erzählte von einem Treffen seines Großvaters mit Adolf Hitler und beschrieb dessen „unglaublich blaue Augen“ als zentrales Element des Führerkults. Höcke habe die Zeit des Nationalsozialismus viel kürzer als andere historische Themen behandelt, sich für nordische Mythologie begeistert und regelmäßig einen Mjölnir als Anhänger um den Hals getragen. Noch vor seinem AfD-Beitritt 2013 nannten Abiturienten Höcke wegen seiner Ansichten „Familienminister für die AfD“.

### Pseudonym „Landolf Ladig“
Höcke ist seit etwa 2008 mit dem NPD-Vertreter Thorsten Heise bekannt oder befreundet, der sechs Kilometer von Bornhagen entfernt wohnt. Bornhagener Bürger bezeugten mehrere Besuche Heises bei Höcke zu Hause.

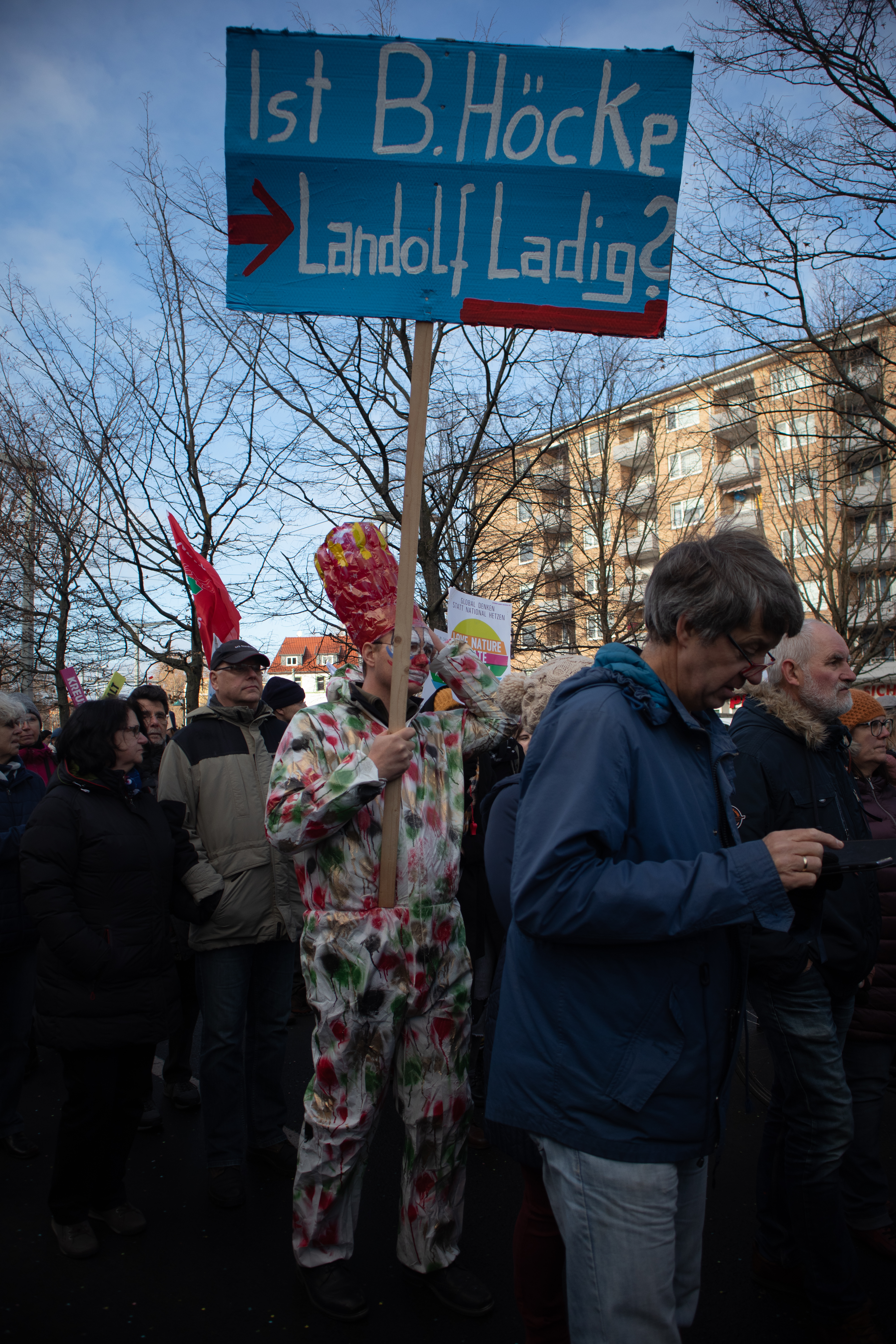
Demonstrationsschild „Ist B. Höcke Landolf Ladig?“ (2019)

In der von Thorsten Heise herausgegebenen NPD-Zeitschrift Volk in Bewegung & Der Reichsbote veröffentlichte in den Jahren 2011 und 2012 ein Autor unter dem Pseudonym „Landolf Ladig“ mehrere Artikel, die sprachliche Wendungen und Ausdrücke enthielten, wie sie ab 2013 nur Höcke in seinen Reden verwendete. Dies belegte der Soziologe Andreas Kemper ab 2015. Ladig beschrieb auch Höckes Wohnhaus in Bornhagen genau, lobte die Ideen der NPD, verherrlichte das NS-Regime, behauptete, auf den „Fleiß“ und die „Formbestimmtheit“ der Deutschen neidische fremde Mächte hätten Deutschland in beiden Weltkriegen überfallen, und sprach von einer Revolution oder einem Systemwechsel, der durch „sich aufpotenzierende Krisendynamik“ nahegerückt sei.
Die „identitäre Systemopposition“ müsse sich an die Spitze dieser Revolution setzen, um die „organische Marktwirtschaft“ (NS-Wirtschaftspolitik) auf rassenbiologischer Grundlage wieder einzuführen. Ladig zitierte mehrere Sätze aus einem Leserbrief Höckes von 2008 in der Jungen Freiheit, ohne die Zitate kenntlich zu machen. Ladig wie später Höcke empfahlen das Werk Der deutsche Genius von Peter Watson und beide begingen dabei denselben Fehler, indem sie den Buchtitel mit „Genius der Deutschen“ wiedergaben.
Wegen der Vielzahl charakteristischer Übereinstimmungen forderte der AfD-Bundesvorstand im April 2015 von Höcke eine Versicherung an Eides statt, dass er nie unter dem Pseudonym „Landolf Ladig“ Texte verfasst, daran mitgewirkt oder sie in irgendeiner Form wissentlich verbreitet habe. Höcke lehnte dies ab, bestritt, dass er je Artikel für NPD-Blätter verfasst habe, und drohte jedem rechtliche Schritte an, der behauptet, er sei mit Ladig identisch.
Tatsächlich aber ging er nie juristisch gegen seine öffentliche Gleichsetzung mit Ladig vor. Im August 2019 behauptete er ohne Belege, die evangelische Junge Gemeinde in Jena sei der „Geburtsort von ‚Landolf Ladig‘“. Eine Unterlassungsklage der Gemeinde wurde im Juni 2021 abgewiesen.
Im April 2017 beantragte der damalige AfD-Bundesvorstand mit Kempers Belegen Höckes Parteiausschluss. In seinem Gutachten zur AfD vom 15. Januar 2019 urteilte das Bundesamt für Verfassungsschutz (BfV) mit Bezug auf Kempers Belege, Höckes Identität mit „Landolf Ladig“ sei „nahezu unbestreitbar“ und „angesichts der plausibilisierten Faktendichte nahezu mit Gewissheit anzunehmen.“ Höckes Wortwahl, etwa vom angeblich drohenden „Volkstod“, erinnere „sprachlich und argumentativ an bekannte Deutungsmuster“ der NPD. Auch weil Höcke höchstwahrscheinlich unter jenem Pseudonym rechtsextreme Texte verfasst hatte, stufte das BfV den „Flügel“ als rechtsextremen Verdachtsfall ein.

### Aufstieg und Einfluss in der AfD
Im April 2013 gründete Höcke die AfD Thüringen mit. Im August 2013 wurde er ihr Sprecher und Spitzenkandidat für die Bundestagswahl 2013. Im November 2013 gründete er den AfD-Kreisverband Worbis mit und wurde Vorsitzender des Kreisverbands Nordhausen-Eichsfeld-Mühlhausen. Im August 2014 wurde er neben Stefan Möller erneut Sprecher der Landes-AfD.
Bei der Landtagswahl in Thüringen 2014 errang Höcke als AfD-Spitzenkandidat ein Mandat und wurde zum Fraktionsvorsitzenden gewählt.
Er wurde Mitglied im Kuratorium der Landeszentrale für politische Bildung Thüringen und in der Versammlung der Thüringer Landesmedienanstalt.
Höckes und André Poggenburgs Erfurter Resolution vom März 2015 leitete die Ablösung von Parteichef Bernd Lucke und einen Rechtsruck in der AfD ein. Als Höcke im Mai 2015 erklärte, nicht jedes NPD-Mitglied sei als extremistisch einzustufen, forderte Lucke ihn zum Parteiaustritt auf. Mitte Mai 2015 beschloss der AfD-Bundesvorstand gegen die Stimmen von Frauke Petry und Alexander Gauland ein Amtsenthebungsverfahren gegen Höcke.
Im September 2015 stellte der neue Bundesvorstand unter Petry und Jörg Meuthen das Verfahren ein.
Zwar kritisierten die Bundesvorsitzenden Höckes Auftritte – etwa bei Günther Jauch am 18. Oktober 2015, beim IfS am 21. November 2015 und in Dresden im Januar 2017. Meuthen lehnte jedoch Höckes Parteiausschluss ab.
Petry dagegen beantragte diesen und warb mit einer Mail an alle AfD-Mitglieder dafür.
Mitte Februar 2017 beschloss der AfD-Bundesvorstand ein erneutes Parteiausschlussverfahren gegen ihn, das im Mai 2018 durch das Schiedsgericht der AfD Thüringen abgelehnt worden ist. Der Bundesvorstand verzichtete im Juni 2018 einstimmig auf Rechtsmittel dagegen.
Am Folgetag schlug Gauland Höckes Kandidatur zur Bundestagswahl 2017 vor.
Höcke erwog eine Kandidatur für den Bundestag und den AfD-Bundesvorstand. Dazu stellte er sich als gemäßigten, heimatverbundenen Politiker dar, der aus rhetorischen Fehlern gelernt habe, behielt aber seine Positionen und legte der AfD einen „sozialpatriotischen“ Kurs (soziale Gerechtigkeit nur für Deutsche) nahe. Mit seinen Auftritten bei den jährlichen Kyffhäuser-Treffen verstärkte er den Einfluss des „Flügels“ in der AfD und betonte, sie müsse eine „Bewegungspartei sein und bleiben“.
Beim AfD-Landesparteitag im Oktober 2018 setzte sich Höcke mit Hilfe Gaulands gegen die Alternative Mitte (AM) durch und wurde Spitzenkandidat für die Landtagswahl 2019. Die AM kritisierte ihn als „Größenwahnsinnigen“, der an „wieder ausreichend fruchtbaren Boden für eine rechtsextreme Partei“ in Deutschland glaube. Im selben Monat wurden Fotografien der Reise einer AfD-Gruppe im Jahr 2015 zu Lebensstationen Adolf Hitlers bekannt.
Dabei hatte ein Thüringer AfD-Schiedsrichter vor dem Adolf-Hitler-Geburtshaus in Braunau am Inn eine Kerze entzündet und mit einem Hitler-Porträt in den Händen vor einem Tisch posiert, auf dem eine Hakenkreuzfahne und SS-Abzeichen lagen.
Später hatte er Höcke in dessen Parteiausschlussverfahren entlastet. Nachdem dieser von den Fotografien erfahren hatte, drängte er den Schiedsrichter zum sofortigen Parteiaustritt. Darum forderten einige AfD-Funktionäre ein neues Ausschlussverfahren gegen Höcke, was die AfD Thüringen ablehnte.
Am 3. November 2018 wählte diese Höcke ohne Gegenkandidaten erneut zum Landesvorsitzenden. Er wies eine gemäßigte Rhetorik zurück und kündigte juristische Schritte durch alle Instanzen gegen eine Beobachtung der AfD durch den Verfassungsschutz an. Die Angst davor sei „politische Bettnässerei“.
Damit wies er auch ein parteiinternes Rechtsgutachten zurück, das „extremistische Reizwörter“ zu vermeiden empfohlen hatte. Ende November 2018 verteidigte er die Junge Alternative für Deutschland (JA) gegen die vom AfD-Vorstand erwogene Auflösung dreier Landesverbände, die der Verfassungsschutz wegen ihrer Kontakte zu Rechtsextremen beobachtete.

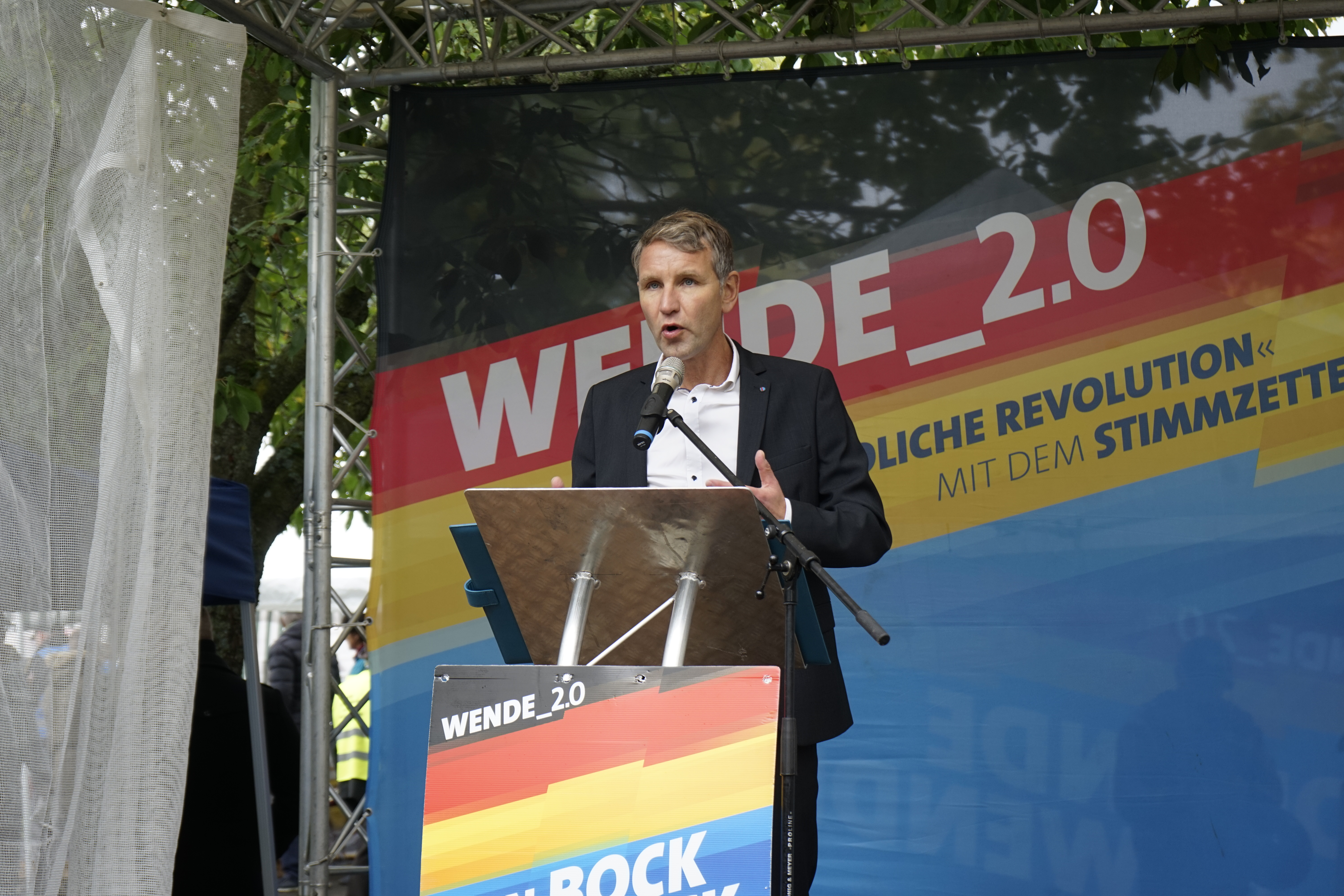
Höcke auf einer Kundgebung zur Landtagswahl 2019

Mit Höcke als Spitzenkandidat erreichte die AfD bei der Landtagswahl in Thüringen 2019 23,4 Prozent der Wählerstimmen und wurde zweitstärkste Fraktion. Somit wurde er bis 2021 Oppositionsführer im Thüringer Landtag. Höcke erreichte jedoch kein Direktmandat im Wahlkreis Eichsfeld I. Auf dem Bundesparteitag im November 2019 gewann der rechtsextreme „Flügel“ weiter an Einfluss in der AfD. Ein Höcke-Anhänger wurde anstelle des Kandidaten Uwe Junge in den Bundesvorstand gewählt.
Beim AfD-Bundesparteitag in Riesa im Juni 2022 erhielten Kandidaten des inzwischen offiziell aufgelösten „Flügels“ zwei Drittel der Sitze im Bundesvorstand. Auch das Bundesschiedsgericht wurde mit Höcke-Anhängern besetzt und erhielt Mitbestimmungsrecht bei Parteiausschlussverfahren. 60 Prozent der Delegierten stimmten für Höckes Forderung, die rechte „Gewerkschaft Zentrum“ – laut Höcke eine Organisation des für die AfD wichtigen „Vorfelds“ – von der Unvereinbarkeitsliste der AfD zu streichen. Seit dem AfD-Bundesparteitag in Riesa gilt Höcke als einflussreichster Politiker der AfD und deren „wahrer Chef“.

### AfD-Wahllistenstreit bei Kommunalwahl und Landtagswahl 2024
Während der Vorbereitung auf die Kommunalwahl 2024 ist eine Einmischung der Landespartei in die Kreisverbände eskaliert. Zur am 26. Mai 2024 anstehenden Kommunalwahl im Landkreis Saalfeld-Rudolstadt war Höcke mit der AfD-Kandidatenauswahl nicht einverstanden, da die von ihm favorisierten Personen nur auf hintere Listenplätze gelangten beziehungsweise nicht gewählt wurden. Gegen den Willen Höckes gelangte Karlheinz Frosch auf Listenplatz Nr. 1 der AfD-Kandidaten für den Landkreis Saalfeld-Rudolstadt. Aus diesem Grunde unterstützte Höcke nach vergeblichem Rechtsstreit beim Landgericht Gera im Wahlkampf als Alternative zur „offiziellen“ Alternative für Deutschland die „Alternative für den Landkreis Saalfeld-Rudolstadt“ (AfL) und ließ sich für deren Wahlplakate ablichten. Zugleich betreibt er gemeinsam mit dem Thüringer Landesvorstand der AfD gegen neun AfD-Mitglieder – davon sieben offiziell von der AfD aufgestellte Kandidaten – ein Parteiausschlussverfahren mit der Begründung, diese hätten eine „Verschwörung gegen die basisdemokratische, unangefochtene Beschlusslage“ organisiert und damit „in besonders schwerwiegender Weise erheblich gegen die Ordnung der Partei verstoßen und ihr dadurch einen schweren Schaden zugefügt“. Im Anschluss hieran forderten mehrere AfD-Kommunalpolitiker – unter anderem der AfD-Bürgermeisterkandidat für Rudolstadt, Jörg Gasda – einen Parteiausschluss des Landes- und Fraktionsvorsitzenden Björn Höcke. Überdies bestehen Zweifel an der Vereinbarkeit der „Alternativ-Listen-Kreation“ mit dem Regelungsgehalt gem. § 14 Kommunalwahlgesetz Thüringen. Bei den Wahlen wurde die CDU in dem Kreis die stärkste Kraft, die offizielle AfD-Liste von Frosch erreichte 18,5 Prozent und neun Sitze im Kreistag, die von Höcke unterstützte Liste kam auf 13,7 Prozent und sechs Sitze.
Im Vorfeld der Landtagswahl in Thüringen gab es innerparteiliche Kritik, weil in zwei Wahlkreisen aufgrund einer Intervention des Landesverbandes keine AfD-Kandidaten zur Wahl kandidierten. Die Bewerber für die Wahlkreise 6 (Wahlkreis Wartburgkreis II) und 7 (Wahlkreis Wartburgkreis III) wurden – gerichtlich bestätigt – ordnungsgemäß und demokratisch gewählt und deren Kandidaturen eingereicht. Allerdings verweigerte der AfD-Landesverband seine Unterschrift unter die Benennung und verhinderte so, dass überhaupt Kandidaten der AfD in diesen Wahlkreisen antreten konnten. Laut Aussage des AfD-Bundestagsabgeordneten Klaus Stöber passten dem Landesvorsitzenden Höcke die gewählten Kandidaten nicht. Eine Aufforderung zur Neuwahl durch den Landesvorstand kamen die aufgeforderten Kreisverbände nicht nach und auch vor Gericht konnte keine Neuaufstellung erreicht werden. Stöber bezeichnete Höcke in diesem Zusammenhang als Egozentriker und bat den AfD-Bundesvorstand um die Absetzung Höckes. Gegen die eigentlich gewählten Kandidaten und den Bundestagsabgeordneten Stöber wurden auf Antrag des Landesvorstandes Parteiausschlussverfahren eingeleitet.
Bei der Landtagswahl 2024 erreichte Höcke erneut kein Direktmandat, obwohl er diesmal nicht in seinem Heimatwahlkreis Eichsfel, sondern im ungefähr 200 km entfernten Wahlkreis Greiz II antrat, erhielt aber über die Landesliste der AfD ein Landtagsmandat. Dieses Zweitstimmenergebnis steigerte die AfD mit ihm als Ministerpräsidentenkandidaten zwar um über 9 Prozent auf über 32 Prozent und erreichte damit das beste Ergebnis aller Parteien. Seit 2024 ist er erneut wie von 2019 bis 2021 Oppositionsführer im Landtag.

### Verhältnis zu anderen rechten Gruppen
Ab 2014 gab Höcke öfter Interviews in neurechten bis rechtsextremen Zeitschriften wie Sezession, Junge Freiheit, Zuerst!, Blaue Narzisse und Compact. Auf Kritik daran erwiderte er, er rede mit jedem. Sein zentrales Motiv für den Gang in die Politik sei der „Kampf um die Meinungsfreiheit“.
Im Mai 2014 forderte Höcke in einer E-Mail an einen Thüringer Parteifreund, § 86 und § 130 StGB rasch abzuschaffen, demnach das Verbreiten von Propagandamitteln verfassungswidriger Organisationen zu erlauben und Volksverhetzung mitsamt Holocaustleugnung und Gewaltaufrufen straflos zu machen. Er übernahm damit eine Forderung der NPD.
Höcke ist mit dem Neurechten Götz Kubitschek verbunden und stimmt sich rhetorisch und ideologisch beim Machtkampf in der AfD mit ihm ab. Er tritt öfter in Kubitscheks Institut für Staatspolitik (IfS) auf, verteilt Bücher aus Kubitscheks Verlag Antaios an AfD-Mitglieder, verlegte eine Fraktionssitzung der Thüringer AfD ins IfS, um „Möglichkeiten der Zusammenarbeit“ zu erörtern, und stellte ein IfS-Vorstandsmitglied als AfD-Referenten ein.
Höcke bezieht seine Ansichten nach Eigenaussage aus Publikationen des Verlags Antaios. Gemäß der neurechten Strategie der „kulturellen Hegemonie“ fordert er, wer die „Zukunftsverhinderungspolitik der Altparteien“ beenden wolle, müsse deren „Begriffsherrschaft beenden“. Als Dieter Stein Höcke wegen seines Auftritts beim Kyffhäusertreffen 2019 in der Jungen Freiheit als „Spalter“ und „politisches Irrlicht“ kritisierte, ermöglichte Kubitschek Höcke in der Sezession einen Gegenangriff auf Stein.
Höcke lobt das rassistische Pegida-Bündnis als Wegbereiter für AfD-Wahlerfolge und „parlamentarische Vorfeldorganisation“. Er begrüßte schon Ende 2014 die Pegida-Forderungen „für die Erhaltung und den Schutz unseres christlich-jüdischen Abendlandes“, vermisste darin aber die „antiken und germanischen Wurzeln desselben.“ Er strebt eine „blaue Allianz“ mit Pegida, der Freiheitlichen Partei Österreichs (FPÖ) und dem Front National (FN) in Frankreich „gegen den EU-Totalitarismus“ an.
Anders als der AfD-Bundesvorstand grenzt er sich auch nicht gegen die rechtsextreme Identitäre Bewegung ab und verwendet seit 2014 ähnliche Schlüsselbegriffe wie diese. In der Blauen Narzisse nannte er die AfD eine „identitäre Kraft“.
Am 29. Mai 2016 trat Höcke beim „Herkules-Kreis“ in Friedlos auf.
Darin wirken AfD-Mitglieder wie Andreas Lichert, Rechtsextreme, frühere „Reichsbürger“, Identitäre, das „Bündnis Deutscher Patrioten“ und die Kampagne Ein Prozent für unser Land zusammen. Er soll nach Medienberichten Bündnisse rechtsextremer Gruppen ohne „Fesseln der Parteiraison“ bilden und Höckes Rolle als Galionsfigur des rechten AfD-Flügels stärken.
Bei einer AfD-Kundgebung in Gera verteidigte Höcke am 28. Oktober 2016 Ursula Haverbeck, verharmloste ihre Holocaustleugnung als „Meinungsdelikt“ und behauptete, Täter mit der „richtigen Herkunft“ kämen für weitaus schlimmere Straftaten in Deutschland mit Bewährungsstrafen davon.
Im Sommer 2020 rief Höcke zu Spenden für Compact auf, empfahl, dem neurechten Verein Ein Prozent zu folgen, und warb für Martin Sellner, den Chef der rechtsextremen Identitären Bewegung Österreich.
Auf Facebook empfahl Höcke das neurechte Umweltmagazin Die Kehre als Mittel, den „heimathassenden Grünen“ das Thema Naturschutz wegzunehmen. Als Fotomodell posierte er für das neurechte Modelabel Peripetie.
Bei einem Landesparteitag der Thüringer AfD bezeichnete Höcke Ende 2022 den rechten ungarischen Ministerpräsidenten Viktor Orbán als „Vorbild“; dieser sei „vielleicht einer der letzten Staatsmänner in Europa“.
Nachdem Mitte Dezember 2023 die „Revolte Rheinland“, die als Ableger der Identitären Bewegung gilt, aber, beispielsweise durch die Verwendung der Odalrune als Logo, noch stärker an den Nationalsozialismus anknüpft, in die AfD-„Unvereinbarkeitsliste“ aufgenommen worden war, äußerte sich Höcke auf Facebook, diese „von außen bestimmte Distanzeritis“ diene „unseren Gegnern lediglich dazu, uns gegeneinander auszuspielen“. Als Weihnachtsgeschenk empfahl er daraufhin Martin Sellners Buch Regime Change von rechts.
Bei einer Rede im Juni 2025 behauptete Höcke, die Festnahmen von Mitgliedern der Gruppe Sächsische Separatisten sowie die Umsturzpläne der Reichsbürgergruppierung um Heinrich XIII. Prinz Reuß seien von „interessierten Kreisen“ inszeniert gewesen, um die Annäherung zwischen CDU und AfD zu verhindern. Höcke traf sich auch mit der Frau eines der mutmaßlichen Mitglieder der Sächsischen Separatisten, die ebenfalls in der rechtsextremen Szene aktiv ist.

### Fernsehduell
Am 11. April 2024 strahlte der Sender Welt ein Fernsehduell mit dem CDU-Spitzenkandidaten bei der Thüringer Landtagswahl Mario Voigt aus. Damit führte erstmals ein hochrangiger Vertreter anderer Bundestags-Parteien ein öffentliches Rededuell mit Höcke. Mehrere Medien bezeichneten die Relevanz sinngemäß als unbedeutend (Redaktionsnetzwerk Deutschland, Katholische Nachrichten-Agentur, Freies Wort, Frankfurter Rundschau). Angemerkt wurde jedoch auch, dass Höcke damit zur besten Sendezeit seine zentralen Punkte und „wichtige rechtspopulistische bis -radikale Begriffe“ einem Massenpublikum präsentieren konnte (Spiegel, T-Online). Die Berliner Zeitung bezeichnete den Schlagabtausch als „Quantensprung“ in der deutschen Debattenkultur.

## Positionen (Auswahl)

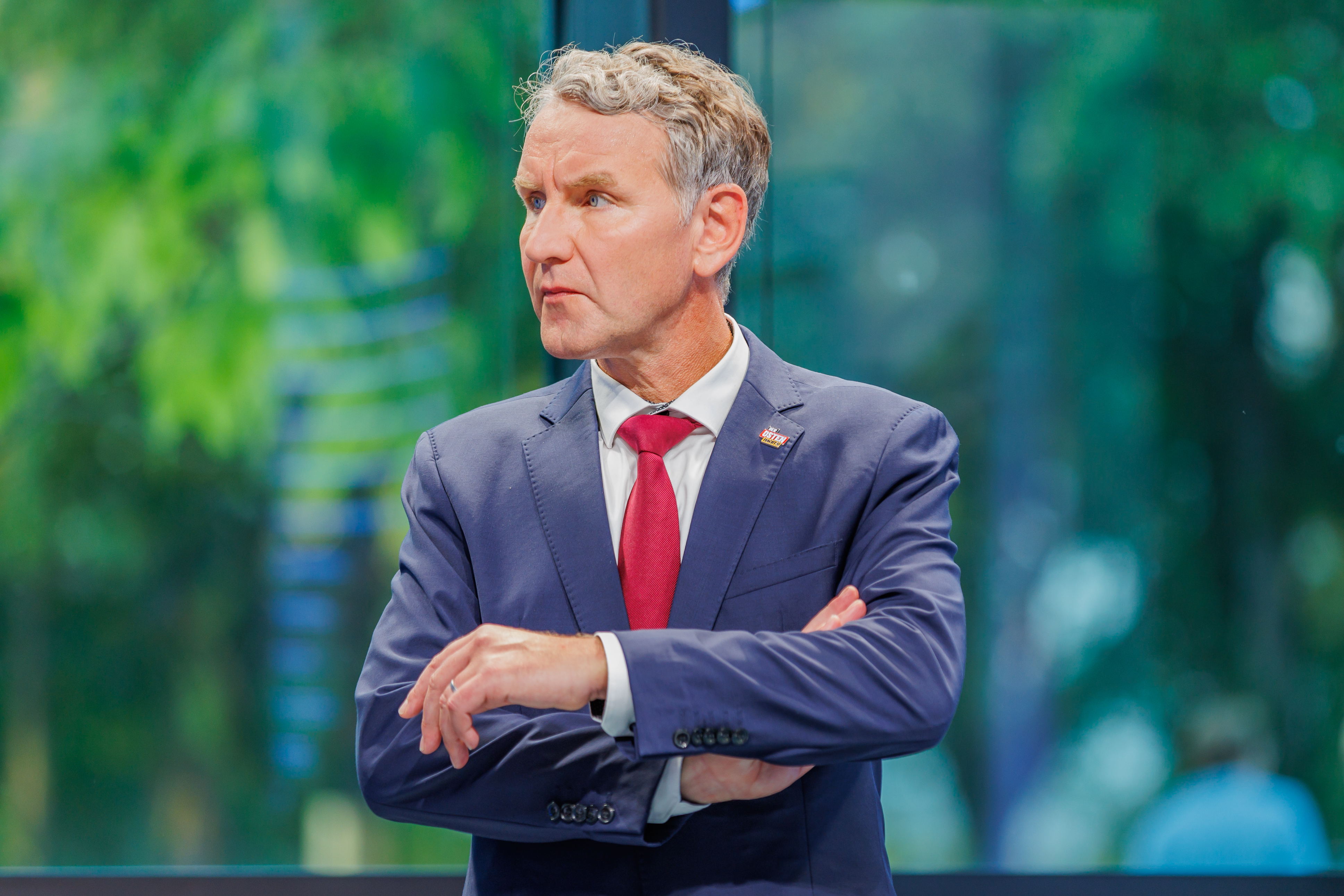
Höcke 2024 nach der Landtagswahl in Thüringen

### Haltung zum politischen System der Bundesrepublik
Höcke beschreibt die AfD kontinuierlich als „fundamental-oppositionelle Bewegungspartei“ zur grundlegenden Änderung der deutschen Gesellschaftsordnung. Im Jahre 2016 in Erfurt rief Höcke Polizisten zum „Widerstand“ gegen die Bundesregierung auf. Beamte müssten „unrechtmäßige Weisungen“ zur Flüchtlingspolitik verweigern, sonst könne man sie nach einem Machtwechsel „vor Gericht“ stellen.
Ende 2019 beteuerte Höcke im Interview mit Roger Köppels Weltwoche, er und seine Partei spielten „nach den Regeln der parlamentarischen Demokratie“; man wolle „den Kampf der Ideen im parlamentarischen Rechtsstaat“ und es liege fern, „in irgendeiner unlauteren oder illegalen Art und Weise den politischen Gegner zu attackieren“. In einem Interview in seinem Landtagsbüro erklärte er, er wolle „kein anderes System“, er wolle „das System nur wieder freier und besser machen“. Er habe „übersteuert zu Beginn“, habe „Fehler gemacht“ wie „jeder Mensch“, aber „auch gelernt“.
Im September 2021 prognostizierte Höcke bei einer Dresdner Pegidakundgebung einen „Wahlbetrug“ bei der bevorstehenden Bundestagswahl 2021 und forderte seine Anhänger auf, statt einer Briefwahl als Wahlbeobachter in den Wahllokalen die Auszählung zu überwachen. Deutschland sei keine Demokratie mehr, sondern befinde sich im „Übergangsstadium zum Totalitarismus“.
Zum Tag der Deutschen Einheit am 3. Oktober 2021 behauptete Höcke auf Facebook, ab 2015 habe „die illegale Zuwanderung Millionen kulturfremder Menschen unser Volk“ gespalten. Der „freiheitsgefährdende ‚Corona-Notstand‘“ setze diese Spaltung fort und es werde „in Bälde […] ein wohlstandsvernichtender ‚Klima-Notstand‘ erneut unser Volk spalten“. Die Deutschen würden, so Höcke, „im Zustand permanenter Spaltung gehalten“. Die Überwindung der für diese „Spaltung“ angeblich verantwortlichen Mächte im Hintergrund sowie des gesamten „Systems“ stellte Höcke somit als notwendig und unumgänglich dar.
Ende 2022 sprach Höcke auf einer Veranstaltung von „Regenbogenlobbyisten“ und „transatlantischen Strippenzieher[n]“, die vorhätten, Deutschland „gleichzuschalten“, und die die Kulturen, die Völker und die Geschlechter überwinden und „uns unsere menschliche Identität nehmen“ wollten.
Befragt nach einem „fairen Parteienwettbewerb“ in Deutschland äußerte Höcke 2022, es sei die „bittere Wahrheit“, dass es in der Bundesrepublik nie so etwas gegeben habe. Der „erlaubte Rahmen“ sei „von Anfang an von den Siegern sehr eng gezogen worden, die alliierten Lizenzparteien brauchten wirkliche Konkurrenz nie zu fürchten“. In einem Facebook-Post desselben Jahres forderte er das Ende der „Herrschaft einer offenbar ferngesteuerten, selbsthassenden und inkompetenten Politikerkaste“.
Im Januar 2024 bekräftigte Höcke in einem auf X publizierten Video erneut, es gebe in Deutschland „im Jahr 2024 keine funktionierende Demokratie mehr“, und sagte über die Proteste gegen Rechtsextremismus in Deutschland und Österreich 2024, diese „Gutmenschen, oftmals steuerfinanziert, die da die Lichter in die Höhe gehalten“ hätten, seien „dieselben Menschen, die 1933 die Fackelmärsche in Nazideutschland veranstaltet“ hätten.

### Familien-, Geschlechter- und Bildungspolitik
Im Landtagswahlkampf 2014 forderte Höcke, die „klassische Familie“ sei „wieder zum Leitbild zu erheben.“ Kinder müssten „verstärkt in der Familie erzogen werden“; das Gender-Mainstreaming sei als Beispiel für „teure, steuerfinanzierte Gesellschaftsexperimente, die der Abschaffung der natürlichen Geschlechterordnung dienen“, sofort zu beenden. Höcke fordert eine Rückkehr zu preußischen Tugenden und die „Drei-Kind-Familie“ als politisches Leitbild. Dazu wollte er auch das Erziehungsgeld erhöhen. Er behauptete, die inklusive Pädagogik für behinderte und nichtbehinderte Kinder könne nicht funktionieren und sei ein „Ideologieprojekt“ und ein „Belastungsfaktor“ im Schulsystem. Die „Gleichschaltung“ aller Geschlechter und „Frühsexualisierung der Schüler“ verfolge das Ziel, „die natürliche Polarität der Menschen in zwei Geschlechter aufzulösen“, auf der die „Höherentwicklung der Menschheit“ beruhe. Stattdessen forderte er eine gezielte Elitenauslese in der Bildung. Die „Polarität der Geschlechter“ solle „kultiviert“ werden, das heißt beim Mann die „Wehrhaftigkeit, Weisheit und Führung“ und bei der Frau die „Intuition, Sanftheit und Hingabe“.
Nachdem das Bundesverfassungsgericht am 8. November 2017 die Wahlmöglichkeit eines dritten Geschlechts im Geburtenregister oder den Verzicht auf eine Geschlechtsangabe verlangt hatte, verglich Höcke Intersexualität mit Schizophrenie. Die Gleichbehandlung von Schwulen und Lesben im Eherecht werde benutzt, „um die traditionelle Familie (Vater, Mutter und ihre Kinder) zu torpedieren und einen familienpolitischen Relativismus zu installieren – etwa auf dem Wege der Durchsetzung einer ‚Ehe für alle‘ oder des Adoptionsrechtes für homosexuelle Paare“.
Im Mai 2018 behauptete Höcke, Homosexualität werde in deutschen Schulen heutzutage als exklusiv und erstrebenswert nahegelegt. Sie sei zwar zu tolerieren, jedoch „auf der Grundlage unserer Rechtsnorm nicht zu akzeptieren“, da dies eine positive Zuschreibung und Befürwortung beinhalte.

### Nationalismus und NS-Sprache
Bei den Erfurter Demonstrationen im Herbst 2015 nannte Höcke politische Gegner „Volksverräter“ und „Lumpenpack“. Er forderte für Deutschland „nicht nur eine tausendjährige Vergangenheit“, sondern „auch eine tausendjährige Zukunft.“ Die Zeit des deutschen Kaiserreichs zwischen 1871 und 1914 sei „eine Hochzeit unseres Volkes“ gewesen.
Am 14. Oktober 2015 erinnerte Höcke vor dem Magdeburger Dom an die siegreiche Schlacht auf dem Lechfeld. Otto dem Großen sei es gelungen, die Ungarn zu schlagen „und die Gefahr vom Abendland abzuwenden. Deutschland und Europa waren gerettet. Heute sind es die Ungarn, die Europa verteidigen“. Zudem verglich er eine angebliche kurzfristige Räumung einer Schule für Flüchtlinge mit der „Flucht nach dem Krieg“. Laut Tändler trennt Höcke wie im rechtsradikalen Spektrum üblich die Flucht und Vertreibung Deutscher aus Mittel- und Osteuropa 1945–1950 von der nationalsozialistischen Kriegsführung und Gewaltherrschaft und erklärt Deutschland so zum unschuldigen Opfer, heute von „anstürmenden Flüchtlingsmassen“.
Fernsehmoderator Georg Restle sprach von einem „Goebbels-Tremolo“ in Höckes Rhetorik, was durch ein Video des WDR-Magazins Monitor mit Ausschnitten aus Goebbels’ Sportpalastrede unterstrichen wurde.
Nach Höckes Dresdner Rede vom Januar 2017 folgten ähnliche mediale Vergleiche. Nach Angaben aus zweiter Hand der AfD-Aussteigerin Franziska Schreiber soll Höcke mit Kubitschek gezielt Goebbelsreden analysiert und Versatzstücke daraus in veränderter Form übernommen haben, „weil sie die Formel suchen, die in den Dreißigerjahren zum Erfolg geführt hat“. In einer Rede beim „Kyffhäusertreffen“ des „Flügels“ 2018 sagte Höcke, heute laute „die Frage: Schaf oder Wolf. Und ich, nein, wir entscheiden uns in dieser Lage, Wolf zu sein“. Diese Metapher bringt laut dem Juristen Hendrik Cremer vom Deutschen Institut für Menschenrechte „ein Bekenntnis zu grenzenloser Brutalität zum Ausdruck, die eine Aufteilung von Menschen in Raubtiere und Beute konstruiert“. Cremer verwies auch auf das Zitat von Goebbels (1928): „Wir kommen nicht als Freunde, auch nicht als Neutrale. Wir kommen als Feinde! Wie der Wolf in die Schafherde einbricht, so kommen wir.“
Im September 2019 bestritt Höcke in einem ZDF-Interview, „dass es eine allgemein gültige Definition dessen gibt, was eine NS-Diktion, was NS-Sprache ist“. Entsprechende Begriffe habe es vor und nach der NS-Zeit gegeben. Kritiker, die ihm eine sprachliche Nähe zum Nationalsozialismus vorwerfen, seien „Stellenmarkierer“, die „kontaminieren [wollten], was angeblich nicht mehr sagbar“ sei. Nach rund 15 Minuten brach Höcke das Gespräch ab.
Am Tag der Deutschen Einheit 2022 rief Höcke in Gera auf einer Demonstration, Gera sei „heute der Anfang von etwas Neuem, wir sind die Ersten von morgen“. Höcke benutzte hier eine Wortwahl wie in einer 1987 im Uelzener Anzeiger erschienenen Traueranzeige für den ehemaligen Hitler-Stellvertreter Rudolf Heß. Die Verfasser dieser Anzeige feierten Heß’ „Heldentum“ und charakterisierten sich selbst: „Wir sind vielleicht die letzten von gestern, aber wir sind auch die ersten von morgen.“
Im Juli 2024 warf der Historiker und Leiter der Stiftung Gedenkstätten Buchenwald und Mittelbau-Dora Jens-Christian Wagner Höcke vor, auf Telegram ein Zitat des Publizisten Arthur Moeller van den Bruck verbreitet zu haben. Das sei „ein offener NS-Bezug – und zwar zustimmend“. Van den Bruck starb bereits 1925, gilt jedoch als Vertreter der Konservativen Revolution und war laut Wagner ein Vordenker des Nationalsozialismus.

### Rassismus
Auf Einladung Götz Kubitscheks sprach Höcke am 21. November 2015 am IfS über die deutsche Flüchtlingspolitik. Dabei behauptete er, die Evolution habe bei Afrikanern genetisch eine andere Fortpflanzungsstrategie erzeugt als bei Europäern. Die „r-Strategie“ der Afrikaner ziele auf möglichst hohe Geburtenraten, die „K-Strategie“ der Europäer dagegen darauf, den vorhandenen Lebensraum optimal auszunutzen. Aktuell treffe der „lebensbejahende afrikanische Ausbreitungstyp auf den selbstverneinenden europäischen Platzhalter-Typ“. Solange Europa bereit sei, den hohen Bevölkerungsüberschuss Afrikas aufzunehmen, werde das die einheimische Bevölkerungsstruktur radikal verändern und unweigerlich einen „Staatszerfall“ herbeiführen. Daher sei eine völlige Schließung der Grenzen Europas für Migranten aus Afrika unbedingt notwendig.
Der Evolutionsbiologe Andreas Beyer berief sich auf die nur 0,1 Prozent betragenden Unterschiede zwischen Genomen beim Menschen. Er verwies darauf, dass vor dem Pillenknick auch in Industrienationen hohe Geburtenraten üblich waren und dass aufgrund der Abstammungsgeschichte die genetische und kulturelle Vielfalt in Afrika am größten sei. Höckes Ideen seien somit gänzlich unhaltbar und tatsachenwidrig. Er vermische und verdrehe Fakten, die ihm bekannt sein müssten, mit Halbwahrheiten und Falschaussagen, typisch für jede pseudowissenschaftliche Argumentation.
Ohne inhaltlich Stellung zu nehmen, ließ Höcke ausrichten, er lehne die „völlig absurde Rassentheorie des Nationalsozialismus“ entschieden ab. Sie widerspreche seinem christlichen Menschenbild.
Bei der Vorstellung des AfD-Positionspapiers zu Leitkultur, Identität, Patriotismus im Mai 2018 warf er der deutschen Politik „Identitätsauflösung und Heimatzerstörung“ vor und sprach von „Multikulti-Extremisten“, deren Forderung nach „bunter Vielfalt“ auf die „Durchmischung der Bevölkerung mit Personengruppen anderer Hautfarbe“ abziele. Durch „massenhaften Import“ von Menschen aus fremden Kulturen werde das Sitten-, Werte- und Normengefüge zerstört. In einem Interview sprach er sich gegen die Integrationspolitik aus und forderte die Erhaltung der „Rückkehrfähigkeit“ von Flüchtlingen. Asylrecht sei lediglich ein Gastrecht auf Zeit. Es sei sein Ziel, 99 Prozent der Zuwanderer, die keinen Anspruch auf politisches Asyl hätten, „wieder loszuwerden“, und auch anerkannte Flüchtlinge müssten das Land wieder verlassen.
Während des Landtagswahlkampfes 2019 forderte Höcke für Thüringen (das nicht ans Ausland grenzt) den Aufbau eines eigenen Grenzschutzes für den Fall, dass der Bund die Abschiebung aller Ausreisepflichtigen nicht sicherstellen könne. 2022 behauptete Höcke auf Facebook, dass Prägung und Mentalität von Migranten für eine gesteigerte Gewaltaffinität sorgten und für eine angeblich gestiegene Zahl von Gruppenvergewaltigungen verantwortlich seien. Auf dem zugehörigen Bild wurde zudem das Wort „Gruppenvergewaltigungen“ mit arabischer Schrift illustriert und damit laut dem Thüringer Verfassungsschutz alle Ausländer unter den Pauschalverdacht der Kriminalität gestellt.

### Geschichtsrevisionismus
Zum Internationalen Gedenktag an die Opfer des Holocaust 2015 wollten Höcke und die AfD Thüringen im ehemaligen KZ Buchenwald einen Kranz niederlegen. Dessen Inschrift „Wir gedenken aller Opfer des Konzentrations- und Speziallagers Buchenwald“ setzte NS-Opfer mit Opfern des Stalinismus gleich und griff damit das Holocaustgedenken der KZ-Überlebenden an. Höcke behauptete dazu „eine gewisse Asymmetrie in der gegenwärtigen Erinnerungskultur“. Nach Eingriff der Gedenkstättenleitung unter Volkhard Knigge und Protesten ehemaliger KZ-Häftlinge änderte die AfD die Inschrift.
Beim „Kyffhäuser“-Treffen am 4. Juni 2016 erklärte Höcke, die AfD sei „die letzte evolutionäre Chance unseres lieben Vaterlandes“. Der Flügel garantiere, dass sie danach handle. Die „über 1000-jährige Geschichte“ sei „wieder neu anzueignen“. Mythen wie die Kyffhäusersage hülfen in der gegenwärtigen „Wendezeit“, „einen neuen Mythos für unser Volk zu erschließen“ und mit der AfD durchzusetzen. „Das permanente Mies- und Lächerlichmachen unserer Geschichte hat uns wurzellos gemacht.… Die Vergangenheitsbewältigung als gesamtgesellschaftliche Daueraufgabe lähmt ein Volk.“ Deshalb seien die Deutschen „wehrlos gegenüber fremden Kulturen und Ideologien“, würden „deutsche Schüler gemobbt“, „Frauen unsittlich berührt“ und „unsere jungen Männer im eigenen Land geschlagen und manchmal sogar grundlos getötet.“ Darum sei die Erinnerung an die NS-Zeit, besonders an den Holocaust, zu ersetzen: „Wir haben jetzt 70 Jahre lang Mahnmale gebaut, es ist hohe Zeit, dass wir endlich wieder Denkmäler errichten!“ Dazu sei die „Thymos-Spannung“ des deutschen Volkes zu erhöhen, die „verlorene Männlichkeit“ und der Furor teutonicus wiederzugewinnen.

Am 17. Januar 2017 trat Höcke für die Junge Alternative im Ballhaus Watzke in Dresden auf. Höcke erschien mit Kubitschek. Höcke sagte über das Berliner Denkmal für die ermordeten Juden Europas: „… wir Deutschen, also unser Volk, sind das einzige Volk der Welt, das sich ein Denkmal der Schande in das Herz seiner Hauptstadt gepflanzt hat.“ Die Erinnerungskultur seit 1945 sei eine „dämliche Bewältigungspolitik“. Deutschland müsse eine „erinnerungspolitische Wende um 180 Grad“ vollziehen. Man habe auch „keine Zeit mehr, tote Riten zu exekutieren“. Die Bombardierungen deutscher Städte hätten „uns unsere kollektive Identität rauben“, „uns mit Stumpf und Stiel vernichten“ und „unsere Wurzeln roden“ sollen. „Mit der nach 1945 begonnenen Umerziehung“ habe man das auch fast geschafft. Statt die junge Generation in den Bildungseinrichtungen mit den vielen deutschen „großen Wohltätern, den bekannten, weltbewegenden Philosophen, den Musikern, den genialen Entdeckern und Erfindern in Berührung zu bringen“, werde die deutsche Geschichte „mies und lächerlich“ gemacht. Richard von Weizsäckers Rede Zum 40. Jahrestag der Beendigung des Krieges in Europa und der nationalsozialistischen Gewaltherrschaft (1985) habe sich „gegen das eigene Volk“ gerichtet.
Am selben Tag behauptete Höcke, er habe nicht das Holocaustgedenken, sondern den Holocaust als „Schande“ bezeichnet und dazu einen schon etablierten Ausdruck verwendet. Verschiedene Sprachwissenschaftler widersprachen dieser Aussage Höckes. Während AfD-Vize Alexander Gauland sich mit Höcke solidarisierte, äußerte die Parteichefin Frauke Petry in der Jungen Freiheit, Höcke sei „mit seinen Alleingängen und ständigen Querschüssen zu einer Belastung für die Partei geworden“.
In einem Interview im März 2017 nannte Höcke es ein großes Problem, dass Hitler als „absolut böse“ dargestellt werde. In der Geschichte gebe es kein Schwarz und Weiß. Sogar der schlimmste Schwerverbrecher habe vielleicht irgendetwas Gutes. Auf Nachfrage, was an Hitler gut gewesen sei, erklärte er, er habe nicht gesagt, dass es etwas Gutes [an ihm] gebe, aber rein logisch sei ausgeschlossen, dass ein Mensch „nur dunkel ist“. Nach Kritik behauptete Höcke, die Aussage sei aus dem rein philosophischen Kontext gerissen worden.
In seinem Gesprächsband Nie zweimal in denselben Fluss (Juni 2018) deutet Höcke den europäischen und deutschen Kolonialismus zu einer Erfolgsgeschichte um: Man dürfe „Kolonisation“ „nicht ausschließlich negativ betrachten“. Von 1850 bis 1918 sei „aus dem Geist und der praktischen Tüchtigkeit der Deutschen“ in den Kolonien ein „Wohlstandsaufbau“ erfolgt. Damit begründete die AfD im Sommer 2018 eine Kampagne gegen die Rückgabe von in der Kolonialzeit geraubten Kunstwerken.

### Antisemitismus
In einem Vortrag für die Junge Alternative im Jahr 2015 äußerte Höcke: „Christentum und Judentum stellen einen Antagonismus dar. Darum kann ich mit dem Begriff des christlich-jüdischen Abendlandes nichts anfangen.“ Auf Medienrückfragen bestätigte Höcke die Aussage. Jedoch habe er damit keine Kritik am Judentum verbunden. Dieses sei „eine großartige Religion“. Die Begegnungsphilosophie des jüdischen Religionsphilosophen Martin Buber habe ihn stark beeinflusst.
Im Dezember 2015 lobte Höcke ausführlich das Werk Grundlagen einer neuen Politik von Wolfgang Gedeon und empfahl seine Lektüre. Gedeon verweise auf die „existentielle Bedrohung der europäischen Völker und ihrer Kulturen“. Mit der „notwendigen Klarheit“ benenne er „den Feind unserer Freiheit in Vielfalt“. Das Werk hat laut dem Forscher Marcus Funk eindeutig einen „antisemitischen Grundton“ und löste daher ab 2016 einen Streit in der AfD aus. Darum stuften die Politikwissenschaftler Marc Grimm und Bodo Kahmann Höcke schon 2017 als „weltanschaulich gefestigten Antisemiten“ ein. Die „antisemitische Feindbildkonstruktion“ sei seiner „völkischen Agitation […] inhärent“. Auch über Höckes Antiamerikanismus würden „antisemitische Bedeutungsinhalte transportiert […] und eine Anschlussfähigkeit zu antisemitischen Diskursen hergestellt“.
In dem Buch Nie zweimal in denselben Fluss (2018) äußerte Höcke, „neoliberalistische Multikultikräfte“ seien „Freunde des Volkstods“. Der Ausdruck „Volkstod“ und die Metaphern über zerstörerische internationale Kreise werden laut dem Rechtsextremismusforscher Matthias Quent im Antisemitismus weltweit als Codes für Juden und ihre angeblichen Helfer genutzt. Höcke stelle „dem alten Schema folgend eine Gruppe […] als universale Bedrohung“ dar.
Laut Matthias Kamann (Die Welt) versammelt Höcke in seinen Reden und Interviews „außer dem Wort ‚Jude‘ alle Elemente antisemitischer Stereotype“, so etwa, dass „eine kleine Geldmachtelite“, nämlich „wenige Dunkelmänner im Hintergrund“, in einem „völkerauflösenden Geist“ auf eine „totalitäre Herrschaft neuen Typs“ zusteuern würde. Höckes „Interpretation gesellschaftlicher Prozesse, welche als planmäßig orchestrierte Verschwörung gegen den Willen eines durch Massenmedien verführten Volkes imaginiert werden“, ist laut Markgraf/Zeevaert „als kompatibel zu der Vorstellung einer das Weltgeschehen lenkenden ‚jüdischen Weltverschwörung‘ zu betrachten“.
Im Vorfeld der Landtagswahl in Thüringen 2024 behauptete Höcke, er sehe „keinen Antisemitismus ausgeprägten Maßes bei der ursprünglichen deutschen Bevölkerung“; das Erstarken des Antisemitismus sei einzig die Folge der Einwanderungspolitik.
Die Politikwissenschaftler Lars Rensmann und Nikolai Schreiter schrieben 2025, Höcke avisiere „die Bekämpfung und Abschaffung des liberal-demokratischen Verfassungsstaates“; dieser schütze Juden und sichere ihre Rechte. Ein derartiger völkischer Nationalismus sei „strukturell aufs Innigste mit dem Ausschluss von Jüdinnen und Juden sowie Konstruktionen von Jüdinnen und Juden als der nationalen Gemeinschaft entgegengesetzten ‚Volksfeinden‘ verbunden“, und zwar auch dann, wenn Juden „nicht explizit attackiert“ würden.

### „Nie zweimal in denselben Fluss“
In einem als Buch (Nie zweimal in denselben Fluss, Juni 2018) veröffentlichten Gespräch mit Sebastian Hennig entfaltet Höcke seine politischen Ansichten und Ziele. Der Titel spielt auf ein bekanntes Zitat des altgriechischen Philosophen Heraklit an (siehe Panta rhei). Eigene Kapitel behandeln eine „Volksopposition“ und eine „Renovation“ Deutschlands und Europas. Im Anschluss an Niccolò Machiavellis Traktat Der Fürst von 1513 behauptet Höcke eine Machtenergie („virtù“) des Volkes, die sich besonders in einzelnen Führern („uomo virtuoso“) zeige. Geschichte stellt er nach dem antiken Verfassungskreislauf als Abfolge von Herrschaftsformen und deren Verfall dar. Aktuell befinde sich die Demokratie „im letzten Degenerationsstadium“ der Ochlokratie.
Der „nationale Selbsthass“ und die „Leugnung des Eigenen“ hätten sich zu einem „Selbstauslöschungswahn gesteigert“. Die „internationalen Finanzhaie“, der „moderne Kasino-Kapitalismus“ und das „polit-mediale Establishment“ forcierten, so Höcke, eine „global-kapitalistische Verwüstung“ mit dem „neoliberalen Migrationsdogma“, um unter anderem das deutsche Volk zugunsten einer „ökonomisch brauchbaren Species abzuschaffen“. Völker würden „quasi aufgesüdet“. Führende „Grünen- oder Linken-Politiker und manche Medienleute“ würden „über unseren bevorstehenden Volkstod durch den Bevölkerungsaustausch“ jubeln.
Die Aufnahme von „elf Millionen fremder Zuwanderer“ als „Teil der Demografiestrategie der Bundesregierung“ erfolge „unter der ausdrücklichen Inkaufnahme der damit unweigerlich verbundenen sozialen Spannungen“. Nur ein Führer könne „als alleiniger Inhaber der Staatsmacht ein zerrüttetes Gemeinwesen wieder in Ordnung bringen“. Diese „Sehnsucht der Deutschen nach einer geschichtlichen Figur, welche einst die Wunden im Volk wieder heilt“, sei auch „tief in unserer Seele verankert“. Die derzeitige „Neue Weltordnung“ müsse durch eine Aufteilung von kulturell und ethnisch homogenen Großräumen ersetzt werden.
Das von Carl Schmitt 1939 geforderte „Interventionsverbot raumfremder Mächte“ sei zu ergänzen um das „Investitionsverbot raumfremden Kapitals“ und das „Migrationsverbot raumfremder Bevölkerungen“. Deutschland habe im europäischen Großraum die Hauptaufgabe, den Islam auf „seinen“ Raum bis zum Bosporus zurückzudrängen, und könne danach wie das Kaiserreich und das NS-Regime mit dem Islam zusammenarbeiten, denn hätte man „nicht die Massen an Orientalen und Muslimen in Europa“, hätte man „auch kein elementares Problem mit dem Islam“. Dieses „großangelegte Remigrationsprojekt“ werde Generationen dauern und lasse sich nur „durch gewaltsamste Verfahren“ realisieren. In einer „erhofften Wendephase“ würden, so Höcke, „wir Deutschen keine halben Sachen“ machen, dann würden „die Schutthalden der Moderne beseitigt“; es stünden „harte Zeiten bevor, denn je länger ein Patient die drängende Operation verweigert, desto härter werden zwangsläufig die erforderlichen Schnitte werden“. Obwohl er an einer früheren Stelle des Buchs davon spricht, dass „Gewalt […] im heutigen Kulturkampf […] ausschließlich auf geistiger Ebene ausgetragen werden sollte“ und „niemals ein Mittel zur Durchsetzung politischer Ziele sein“ könne, ist er der Überzeugung, dass eine „neue politische Führung“ Maßnahmen ergreifen müsse, „die ihrem eigentlichen moralischen Empfinden zuwiderlaufen“. Diese „wohltemperierte Grausamkeit“ (Zitat Peter Sloterdijks), bei der „sich menschliche Härten und unschöne Szenen nicht immer vermeiden lassen“ würden, sei notwendig in einem „Zustand, worin Gift, Meuchelmord gewöhnliche Waffen geworden sind“ (Zitat Hegels): „Existenzbedrohende Krisen erfordern außergewöhnliches Handeln.
Die Verantwortung dafür tragen dann diejenigen, die die Notwendigkeit dieser Maßnahmen mit ihrer unsäglichen Politik herbeigeführt haben.“ Höcke lobt zudem „das ‚unbequeme Leben‘, das Mussolini seinen Landsleuten abforderte“. Völker bezeichnet Höcke als „leib-seelische Einheiten“, denn man könne „den Körper nicht einfach von der Seele trennen und Körper haben nun einmal bestimmte Erscheinungsformen“. In allem Aufgeklärten sieht er hingegen „aufgeblasenen Werteschaum“; heutige Berufspolitiker bezeichnet er als „Hysteriker“ sowie „autoaggressive“ und „mediokre Schweinchen-Schlau-Figuren der heutigen Parteiendemokratie“.
Den Widerstand gegen „die Festung der Etablierten“, die „in die Zange genommen werden“ müsse, sollen laut Höcke die AfD „als parlamentarische Speerspitze der Bürgeropposition“, eine „protestierende Bürgerbasis“ sowie eine „weitere Front aus den frustrierten Teilen des Staats- und Sicherheitsapparates“ leisten, da diese die „Wahnsinnspolitik der Regierenden ausbaden“ müssten. Staatsbeamte sollten dabei ihr Remonstrationsrecht gegen dienstliche Anordnungen nutzen. Als „unnütz“ bezeichnet Höcke eine „peinliche Abgrenzeritis“ von der Straße, nur weil man Angst habe, „sich durch das bisweilen rustikalere Auftreten der Protagonisten und Demonstranten schmutzig zu machen“. Die Zukunft hänge auch an „männlicher Ehre und Würde“.
Den Männern teilt Höcke die Eigenschaften „Wehrhaftigkeit, Weisheit und Führung“ zu, den Frauen „Intuition, Sanftmut und Hingabe“. Tugenden wie Ehre und Würde seien auch gefragt, „wenn wir leider ein paar Volksteile verlieren werden, die zu schwach oder nicht willens sind, sich der fortschreitenden Afrikanisierung, Orientalisierung und Islamisierung zu widersetzen“.
Dennoch würden Höcke zufolge „am Ende noch genug Angehörige unseres Volkes vorhanden sein […], mit denen wir ein neues Kapitel unserer Geschichte aufschlagen können“. In einem Vergleich mit den „tapfer-fröhlichen Galliern“ veranschaulicht Höcke die von ihm auf dem Land verortete „Volksgemeinschaft“: „Wenn alle Stricke reißen“, würde man sich in ländliche Refugien zurückziehen, und „die neuen Römer, die in den verwahrlosten Städten residieren“ und in diesem Planspiel „diesen edlen Titel eigentlich nicht verdient haben“, könnten „sich an den teutonischen Asterixen und Obelixen die Zähne ausbeißen“. Eines Tages könne durch eine „Re-Tribalisierung“ aus dieser „Auffangstellung“ eine „Ausfallstellung“ werden und dann werde von diesen gallischen Dörfern „eine Rückeroberung“ ihren Ausgang nehmen.
Laut Steffen Kailitz vertritt Höcke die NPD-Forderung einer umfassenden „Rückführung“ der Migranten aus Deutschland offener als die NPD; Höckes Definition von Völkern sieht Kailitz „ganz verankert in einem ethnisch-rassistischen Weltbild“. Andreas Kemper erkennt in Höckes Worten eine Wiederholung der aus der Neonazi-Szene stammenden Forderungen des „Herkules-Kreises“ von 2016: Er vertrete kontinuierlich eine „faschistische Agenda“ und einen „völkischen Machiavellismus“, der unter anderen an Benito Mussolinis Machiavelli-Rezeption anschließe. Nach den Worten Marcel Tschekows lassen sich Höckes Vorstellungen nur durch eine „rechtsradikale Revolution“ verwirklichen, die er als „Renovation“ zu einer absolutistischen Alleinherrschaft umschreibe. Bei der „dritten Front“ seiner „Volksopposition“ berücksichtige er die starke Präsenz von Polizisten, Bundeswehrsoldaten und Justizbeamten in der AfD, setze auf eine Spaltung und langfristig auf die Entmachtung der Exekutive durch einen Umsturz oder Putsch. Raoul Löbbert zufolge kultiviert Höcke seinen „Hass auf den Islam und den Parlamentarismus als Ekstase der Hingabe ans Große“, romantisiere die Politik und erhebe sie zum für Argumente und Fakten unzugänglichen „Religionsersatz“. Laut Hajo Funke verfolgt Höcke „eine Strategie der Entfesselung und der Aufschaukelung von Ressentiments und Gewalt“ mit dem Ziel eines Bürgerkriegs.
Er vertrete einen Faschismus als „mythisches Nationsverständnis, das eine Massenbewegung mit allen Mitteln – auch denen der Gewalt und damit jenseits demokratisch-rechtsstaatlicher Verfahren – durchsetzen will und hierzu auf eine autoritäre beziehungsweise totalitäre politische Strategie (Führerprinzip) zurückgreift.“ Höckes Aufforderung, nach einer etwaigen Wende „Rachegefühlen […] keinen Raum [zu] geben“, weshalb, so Höcke, das „christliche Vergebens- und Gnadengebot vielleicht einmal viel von uns abverlangen“ werde, sah Liane Bednarz als Beleg dafür, „wie tief verankert Höcke in antipluralistischen Kreisen ist“, in denen man nach einem Machtwechsel politische Gegner am liebsten bestrafen würde. Ansonsten käme Höcke, so Bednarz, „kaum auf die Idee, prophylaktisch von Rachegelüsten abzuraten“. Der Historiker Götz Aly sah in den Worten Höckes „Fantasien zur Machtergreifung“ sowie „einen nur leicht verschlüsselten, […] eindeutig verfassungsfeindlichen Aufruf, Waffen zu vergraben und Nächte der langen Messer vorzubereiten“. Höckes Aussage in dem Buch, Völker seien „keine Rassen, sondern bestenfalls Legierungen selbiger“, ist für den Journalisten Michael Kraske ein Beleg, dass „Höcke die wissenschaftlich unhaltbare Existenz von Rassen behauptet“.

### „Sozialpatriotismus“

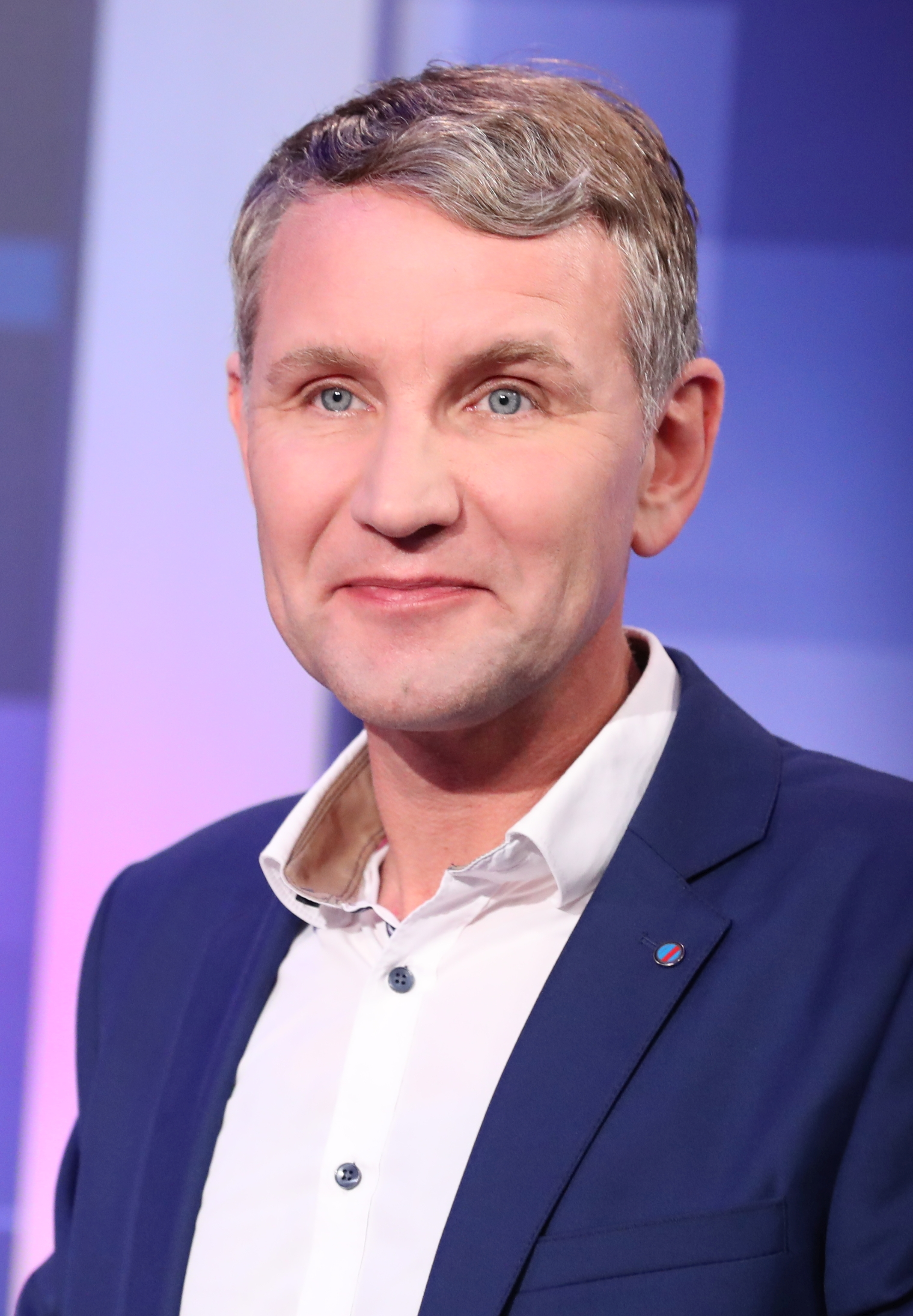
Björn Höcke (2019)

Höckes volkswirtschaftliches Leitbild ist eine „organische Marktwirtschaft“, die er gegen Einwanderung, Integration und das „globale Zinskapital“ stellt. Damit steht er in der Tradition des Faschismus der 1930er und 1940er Jahre, die mit dem anatomischen Bild eines „gesunden Volkskörpers“ zugleich das Fremde, Andere als das Kranke ausgrenzte. Zudem bezieht Höcke sich in diesem Punkt auf den Geschichtsphilosophen und Kulturpessimisten Oswald Spengler, der sich gegen den Parlamentarismus der Weimarer Republik, Aufklärung und Fortschritt wandte, und dessen Buch Preußentum und Sozialismus. Dieser Begriff habe, so Höcke, „nichts mit Sozialismus im Sinne von Marx oder Engels zu tun“, sondern sei „eigentlich nichts anderes als eine solidarische Leistungsgesellschaft“. Als ideologischen Gegner der angestrebten „national organischen“ Volkswirtschaft betrachtet Höcke den „materiellen Liberalismus“, der zur „kulturellen Gleichschaltung dieses Landes geführt“ habe.
So sprach er 2019 von „EU-Apparatschiks und ihre[n] willigen Vollstrecker[n] in den deutschen Altparteien“, die „Europa nur noch als ein wirtschaftstechnokratisches Siedlungs- und Ausbeutungsgebiet für alle Menschen dieser Welt träumen, geräumt von den lästigen Autochthonen, also einheimischen Völkern und ihren nationalen Kulturen, also von uns, den schon länger hier Lebenden“. Gemäß dem neurechten Ethnopluralismus stellt er homogene Ethnien gegen einen angeblich drohenden „Globalisierungstotalitarismus“, „Ordnung gegen Auflösung und Differenzierung gegen Gleichschaltung“.
Um die AfD bei künftigen Landtagswahlen im Osten zur stärksten Partei zu machen und enttäuschte Wähler von SPD und Die Linke zu gewinnen, schlägt er zunehmend kapitalismuskritische Töne an: Seit Mai 2017 fordert er einen „solidarischen Patriotismus“ und eine durch Steuern mitfinanzierte „Staatsbürgerrente“ nur für Deutsche. Gekürzte Sozialleistungen führt er auf die Aufnahme von Geflüchteten durch die „Altparteien“ zurück. Deren „neoliberale Ideologie“ habe das eigene Volk verraten, die „Staaten zu Wurmfortsätzen global agierender Konzerne gemacht“, zum Absinken von Investitionen, Löhnen, Renten und zum Niedergang der Volksparteien geführt, vor allem der SPD. Höckes sozialpopulistische Rhetorik wird von Gauland gegen den wirtschaftsliberalen AfD-Flügel unterstützt und ähnelt der des Front National in Frankreich, etwa seine Parole von ethnischer „Identität und Solidarität“.
So erklärte er vor dem AfD-Bundesparteitag 2018, man werde sich „verstärkt der ‚kleinen Leute‘ annehmen und die sozialen Errungenschaften von 150 Jahren Arbeiterbewegung gegen die zerstörerischen Kräfte des Raubtierkapitalismus verteidigen“. Dabei schließt Höcke sich an Kampagnen von Götz Kubitschek und Oliver Hilburger zur Wahl rechter Betriebsräte an, die auf die erhebliche Zustimmung zu AfD-Positionen bei gewerkschaftlich organisierten Arbeitern setzen. Im Sommer 2024 bezeichnete Höcke die von über 120 deutschen Familienunternehmen unterstützte Initiative „Made in Germany – Made by Vielfalt“, die sich für Offenheit und Toleranz in Wirtschaft und Gesellschaft einsetzt, als „pure Heuchelei“ und sagte, er hoffe, „dass diese Unternehmen in schwere, schwere wirtschaftliche Turbulenzen“ kämen.

### Gegen Werte- und Demokratieerziehung
Höcke äußerte in einem ausführlichen Austausch mit Sebastian Hennig seine Verachtung für die „Gutmenschen“, die in einer „bleiernen und abtötenden Fürsorge“ groß geworden seien und sich nie hätten „die Knie blutig stürzen“ dürfen. Das Bekenntnis zu universalen Menschenrechten bezeichnet er als eine „ethnische Säuberung der ganz besonderen Art“.
Wie die AfD-Verbände anderer Bundesländer betreiben Höcke und die AfD Thüringen eine Kampagne gegen Demokratie- und Aufklärungsprojekte an Schulen, etwa Klassenausflüge zu KZ-Gedenkstätten und Unterricht mit Zeitzeugen der NS-Zeit. In einem offenen Brief an alle Thüringer Schulen (Oktober 2018) behaupteten Höcke und Wiebke Muhsal Verstöße gegen die schulische Neutralitätspflicht und „einseitige politische Indoktrinationen und Einflussnahmen“ durch Lehrer. Zudem möchte die AfD mittels parlamentarischer Anfragen und Briefen an Schulen über Beschwerden von Schülern oder Eltern über politisch nicht neutrale Lehrer informiert werden. Das Bildungsministerium bezeichnet solche Briefe der AfD als juristisch unangreifbar, versprach den Lehrkräften Unterstützung und fügte hinzu, Lehrer sollten sich „von rechten Machenschaften wie dem Lehrermeldeportal nicht einschüchtern lassen“. Schulleiter könnten selbst entscheiden, wie sie mit „allgemeiner und anlassloser Infopost“ umgehen.

### Bezugnahme auf die friedliche Revolution in der DDR 1989
2019 zog Höcke Parallelen zwischen der friedlichen Revolution in der DDR von 1989 und der aktuellen Situation und sagte, es fühle „sich wieder so an wie damals in der DDR.“ Man werde sich aber „nie wieder in eine neue DDR führen lassen“ und sich nicht beugen. Nach Einschätzung der Soziologin Greta Hartmann und des Kulturwissenschaftlers Alexander Leistner prägte das Narrativ vom Widerstand gegen die Eliten, die den Volkswillen angeblich nicht mehr umsetzten, den AfD-Wahlkampf vor allem bei den ostdeutschen Landtagswahlen 2019. Laut dem Historiker Ilko-Sascha Kowalczuk verharmlost Höcke dadurch nicht nur die DDR-Diktatur, sondern zielt darauf ab, das zu „vernichten […], wofür die Revolution von 1989 und die Bürgerrechtler von 1989 stehen und angetreten waren: Die Errichtung einer Offenen Gesellschaft“.
Am 3. Oktober 2019, dem Tag der Deutschen Einheit, sagte Höcke, die Bundesrepublik im Jahre 2019 sei „noch keine neue DDR, die ein reiner Totalitarismus“ gewesen sei, er würde sie „als einen demokratisch verfassten Gesinnungsstaat bezeichnen“.

### Zur COVID-19-Pandemie
Im August 2020 begrüßte Höcke die Proteste gegen Schutzmaßnahmen zur COVID-19-Pandemie in Deutschland und rief zu einer von der Bewegung Querdenken 711 für das Monatsende angekündigten Großdemonstration in Berlin auf. In einem Interview danach erklärte er die COVID-19-Pandemie in Deutschland für beendet: „Corona ist vorbei. Und es wird auch nicht wiederkommen!“ Gleichzeitig rühmte er die „maximale Offenheit“ der Straße.
Im November 2020 bezeichnete Höcke Schutzmasken als „Symbol für einen neuen Obrigkeitsstaat“, in dem „Ausnahmezustand“ und „Willkür“ herrschten. Es drohe, so Höcke, die „Virokratie“ mit „Erstürmung von Wohnungen“, „Inhaftierungen“ und „Zwangsimpfungen“.
Beim AfD-Bundesparteitag in Dresden im April 2021 unterstützte Höcke eine Resolution von Karsten Hilse gegen die meisten Maßnahmen zur Bekämpfung der Pandemie, darunter den Lockdown, die Test- und Maskenpflicht. Höcke bezeichnete in mehreren Redebeiträgen die Schutzmaßnahmen als „verfassungswidrige Freiheitsberaubung“, zudem drohe eine Aushebelung des Föderalismus.
Er sprach von einer „herbeigetesteten Pandemie“ und einem „Test-Wahnsinn“; die Tests und ihre Zahl führten „überhaupt dazu, dass wir eine Pandemie haben“.
In einer Wahlkampfrede im September 2021 bezeichnete Höcke das Coronavirus als „völlig ungefährlich“, behauptete, die SARS-CoV-2-Impfstoffe könnten eine Unfruchtbarkeit der nächsten Generation erzeugen, und bezeichnete sie als „Gentherapie“. Dies wiederholte er auch bei der Dresdner Pegidakundgebung vor der Bundestagswahl 2021. Andernorts äußerte Höcke, es habe „niemals eine epidemische Lage nationaler Tragweite im Kontext Corona“ gegeben, und warnte davor, es solle „ein neuer Überwachungsstaat aufgebaut werden“; bei Corona handele es sich um eine „Inszenierung“ durch „die Medien“ im Interesse eines „globalistischen Establishments“.
Anfang Februar 2022 verglich Höcke in einer Landtagssitzung die Corona-Impfung mit den Gräueltaten des Nazi-Regimes. Er bezeichnete die Impfungen als „Einsatz gegen die körperliche Unversehrtheit“, als „historischen Tabubruch“, und verglich sie mit den verbrecherischen Menschenversuchen im Dritten Reich. Man müsse, so Höcke, „mittlerweile von Tausenden Menschen ausgehen, die mit mRNA-Impfstoff totgespritzt“ worden seien.
Der Chef der Thüringer Staatskanzlei Benjamin Hoff bezeichnete daraufhin die Gleichsetzung der Corona-Impfungen mit der gezielten industriellen Vernichtung von Menschen während der Zeit des Nationalsozialismus als „Entgleisung sondergleichen“.

### Zur Geopolitik Russlands und der USA
Nach dem Angriff Russlands auf die Ukraine Ende Februar 2022 forderte Höcke, die Kriegshandlungen „sofort einzustellen“. Die Ukraine sei das Opfer einer geopolitischen Auseinandersetzung. Russland und die USA hätten sich aus dem Land „rauszuhalten“. Kurz zuvor hatte Höcke noch erklärt, Russland tue schlicht, was auch andere Staaten täten – „nämlich seine Pufferzone zu sichern“. Deutschland müsse „aufhören, die Interessenpolitik der USA zu betreiben“, und beginnen, „Russland an Europa heranzuführen“.
Die Ukraine habe das Recht auf Selbstverteidigung. Wer aber Waffen liefere, so Höcke, „der gießt Öl ins Feuer und verlängert den Krieg“. Höcke kritisierte zudem die Abkehr von russischen Energielieferungen. Man begebe sich in neue Abhängigkeiten, wenn man nicht mehr auf das „sichere, saubere, günstige und stets verfügbare“ russische Gas zurückgreifen könne.
Im selben Monat postete Höcke in mehreren sozialen Medien ein Bild von sich mit dem Motto der Friedensbewegung „Frieden schaffen ohne Waffen“ und dem Symbol der Friedenstaube. Im August 2022 sagte Höcke im MDR-Sommerinterview, der Krieg habe mehrere Ebenen. Es sei auch „ein Wirtschaftskrieg der Biden-USA gegen Deutschland“. Höcke erklärte: „Wenn ich deutsche Interessen umsetzen dürfte, würde ich die Energie von dem Völkerrechtsbrecher nutzen, der saubere Energie liefert“. Zudem kündigte er an, dass sich die Thüringer AfD im Herbst an Protesten gegen die Energiepolitik beteiligen werde.
Zum ersten Jahrestag des russischen Angriffs bezeichnete Höcke in Dresden den Protest der ukrainischen Opposition gegen die damalige Regierung 2014 als vom Westen angeheizten Putsch, der zu einem Bürgerkrieg gegen die russischstämmige Bevölkerung geführt habe, der Russland daraufhin zu Hilfe geeilt sei. Laut FAZ entsprach die Argumentation Höckes „lupenrein der [Erzählung] Putins“. In der Taurus-Kontroverse wandte er sich gegen die Lieferung des Marschflugkörpers Taurus an die Ukraine. Im April 2024 verteidigte Höcke Putin und bezeichnete ihn als „rational“; Russland wolle Frieden und werde bedrängt. Zugleich forderte Höcke Verhandlungen mit Putin und lehnte Waffenlieferungen an die angegriffene Ukraine ab.

## Rezeption

### Wissenschaftler
Der Sozialwissenschaftler Alexander Häusler sieht bei Höcke Sympathie für die „islamfeindlichen Positionen“ Thilo Sarrazins und „keine Berührungsängste mit dem rechten Rand“. Höcke gehöre zu einem an der Neuen Rechten orientierten Lager in der AfD, das „nicht selten völkisch-nationalistisch“ klinge und dessen Positionen als „direkte Kampfansage“ an den damaligen Parteisprecher Bernd Lucke verstanden werden konnten. Höcke und Poggenburg hätten mit der Erfurter Resolution den Anti-Lucke-Kurs in der AfD gebündelt und damit Luckes Ablösung als Parteivorsitzender („die erste grundlegende Machtwende“) eingeleitet.
Im Spätsommer 2015 habe der Höcke-Flügel der AfD mit rechten Aufmärschen zusammen mit Pegida-Anhängern, Hooligans und Neonazis vor dem Erfurter Dom gegen die Aufnahme von Flüchtlingen mobilisiert und damit eine aktive „Bewegungsphase“ der AfD mit teilweise faschistoiden Zügen eingeleitet. Höckes Reden beim »Institut für Staatspolitik« (IfS) im November 2015, im Dresdner Brauhaus (Januar 2017) und gegen den Bau einer Moschee in Erfurt (28. Januar 2018) bezeichnen auch die Politikwissenschaftler Gero Neugebauer und Karl-Rudolf Korte Höcke als »eindeutig rechtsextremistisch« beziehungsweise »rechtsextrem völkisch«. Gero Neugebauer sieht es als evident an, dass Höcke die AfD auf den Kurs der NPD bringen will, somit diese und sonstige rechtsextreme Kleinstparteien konkurrenziert und ihr bisheriges Profil als „durch Wahlen legitimierte rechtspopulistische nationalkonservative Partei“ gefährden will.
Andreas Kemper zählte Höcke schon 2015 zum „fundamentalistischen Flügel“ einer gespaltenen Neuen Rechten und attestierte ihm mindestens „rechtsextreme Ideologiefragmente“. Man könne wie Roger Griffin bei Höcke von einem „palingenetischen Ultranationalismus und somit von einer faschistischen Ideologie“ sprechen. David Bebnowski vom Göttinger Institut für Demokratieforschung stellte in Höckes Wahlkampfreden 2015 einen „auch für Rechtsextreme typischen Duktus“ mit „nationalchauvinistischen Tönen“ fest, etwa seine Aussage, Minarette in Europa seien „Symbole der Landnahme“, die von einem „vom Islam dominierten Kontinent“ künden würden.
Der Rechtsextremismusexperte Hajo Funke sieht Höckes Rhetorik als Beispiel für eine „Verrohung der Sprache“ und bezeichnet ihn wie auch einen Großteil der AfD-Parteispitze als „rechtsradikal“. Höcke beherrsche eine „faschistische Agitation“, sichtbar etwa bei Günther Jauch und den Erfurter Demonstrationen. Er sage sinngemäß: „Die Syrer, die zu uns kommen, haben immer noch Syrien. Wenn wir – durch die Syrer – unser Deutschland verloren haben, dann haben wir keine Heimat mehr.“ Höcke argumentiere biologistisch-rassistisch.
Der Rechtsextremismusforscher Armin Pfahl-Traughber stützt seine Einschätzung der AfD als rechtsextreme Partei wesentlich auch auf Höckes Aussagen. Dazu gehören die rassistische Redepassage beim IfS (2015), Aussagen in Dresden (2017), in denen er Angela Merkel mit Erich Honecker verglichen, die Bundesregierung als „Regime“ und die AfD als „letzte evolutionäre […] friedliche Chance“ bezeichnet hatte und seine Aussagen zur „deutschen Unbedingtheit“ im Interviewbuch, womit Höcke eine Gewalteskalation als Handlungsoption und einen Systemwechsel ankündige.
Laut dem Extremismusforscher Steffen Kailitz dominiert Höckes Flügel die AfD in den östlichen Bundesländern, bildet eine Brücke zu Rechtsextremen und hat die AfD zum Sammelbecken für sie radikalisiert, so dass die NPD ihre anfängliche Ablehnung der AfD abgelegt habe. Höckes Aufrufe zum „Widerstand“ und zu Gesetzesbrüchen wie dem eigenmächtigen Schutz der deutschen Staatsgrenzen würden wahrscheinlich in Teilen des rechten Spektrums als indirekter Gewaltaufruf verstanden und trügen zum Glauben vieler seiner Anhänger bei, sie stünden kurz davor, „das System zu kippen“.
Für den Historiker und Antisemitismusforscher Wolfgang Benz ist Höcke „ein bekennender völkischer Rassist“, dessen Haltung der Hitlers von 1919/20 ähnele. „Das Unglück hat damals mit Populismus, Provokation und der zum Prinzip erhobenen Lüge begonnen“: Darum könne man die Gefährlichkeit Höckes und der AfD nicht abwiegeln. Ihr Erfolg in wenigen Jahren sei Anlass zu wirklicher Sorge.
Bei einer Gedenkfeier für die Opfer des Nationalsozialismus im Thüringer Landtag (25. Januar 2019) nannte der Holocaustforscher Götz Aly Höcke, der anwesend war, einen „rechtsradikalen Ideologen“.
Höckes Äußerungen zeigten deutliche Parallelen zur NS-Ideologie: Er beklage zum Beispiel eine „brutale Verdrängung der Deutschen aus ihrem angestammten Siedlungsgebiet“ als „Teil der Demografiestrategie der Bundesregierung“. So wie Hitler für den Kampf gegen das „internationale, jüdisch dominierte Kapital“ agitiert habe, so rede Höcke von „Strukturen des globalen Geldmachtkomplexes“. Aus dem nationalen Sozialismus und der Volksgemeinschaft werde bei ihm der „solidarische Patriotismus“. Es bestehe die Gefahr, dass viele deutsche Familien die Beteiligung der eigenen Vorfahren an den NS-Verbrechen beschönigten. Die Verantwortung für diese Taten nur wenigen Deutschen zuzuschreiben und die Holocausttäter aus der deutschen Geschichte auszuklammern, sei historisch falsch.
Der Historiker und Leiter der Gedenkstätten Buchenwald und Mittelbau-Dora Jens-Christian Wagner bezeichnete Höcke 2023 als „notorischen Antisemiten, Rassisten und Geschichtsrevisionisten“. Höcke fordere „im Grunde, alle Lehren aus der Zeit des Nationalsozialismus zu überwinden“, und eine der „ganz zentralen Lehren aus der Zeit des NS“ sei Artikel 1 des Grundgesetzes: „Die Würde des Menschen ist unantastbar.“
Im Juni 2023 kam eine für das Deutsche Institut für Menschenrechte durchgeführte Analyse des Rechtswissenschaftlers Hendrik Cremer zu dem Ergebnis, dass Höcke „offen auf eine am Nationalsozialismus orientierte Gewaltherrschaft“ abziele und als führende Stimme die Ausrichtung der AfD auch ohne Posten auf Bundesebene maßgeblich beeinflusse.
2023 wies die Politik- und Sprachwissenschaftlerin Heidrun Kämper darauf hin, dass Höcke innerhalb der Eskalation der AfD-Rhetorik „nochmal eine Sonderrolle“ spiele. Es ließen sich sogar Parallelen zwischen seinen und Hitlers Reden ziehen. Anhand eines Beispiels von Zitaten aus einer Rede Höckes vor der AfD-Jugend stellte sie fest, dass „genau dieselbe Konstruktion“ auch in einer Rede Hitlers zu finden sei. Die Parallelen seien bis „in die grammatischen Konstruktionen hinein […] ganz offensichtlich“. Höcke versuche, „gezielt Grenzen des Sagbaren“ zu verschieben.
Die unter Leitung des Rechtswissenschaftlers Markus Ogorek der Universität zu Köln veröffentlichte Internetplattform „ExtremismusMonitor Thüringen“ dokumentiert rund 150 systematisch ausgewertete öffentliche und potentiell verfassungsfeindliche Äußerungen von Funktionären der thüringischen AfD. Laut Studienleiter Ogorek stammen die meisten Äußerungen von Höcke. Höcke hetze gegen ganze Bevölkerungsgruppen und pauschalisiere in extremer Weise. Er mache zudem deutlich, wen er tatsächlich als dem Staatsvolk zugehörig ansehe. Viele Menschen mit deutschem Pass würden für ihn nicht dazugehören. Die Erhebung zeige, dass die Ausfälle der thüringischen AfD um ihren Vorsitzenden Höcke keine Ausrutscher, sondern methodisch angelegt seien.

### Gerichte und Staatsanwaltschaften
Seit 2015 wurden gegen Höcke mehrere staatsanwaltschaftliche Ermittlungsverfahren und Strafprozesse geführt, in deren Rahmen mehrmals auch seine politische Immunität zeitweise aufgehoben wurde. Die Vorwürfe betrafen größtenteils Äußerungsdelikte im Rahmen von Reden oder schriftlichen Veröffentlichungen Höckes, aber auch andere strafrechtlich relevante Belange. Die meisten Ermittlungsverfahren und Prozesse wurden jedoch wieder eingestellt.
Nach einer Anklage wegen Volksverhetzung, die jedoch 2016 ebenfalls fallengelassen worden war, erklärte Hessens Kultusminister Ralph Alexander Lorz (CDU), er werde alles rechtlich Mögliche tun, um Höckes Rückkehr in den hessischen Schuldienst gegebenenfalls zu verhindern. Der Anwalt Gerd Tersteegen erklärte, auch beurlaubte Beamte könnten ihre Dienstpflichten verletzen. Bestimmte Aussagen Höckes seien auch ohne strafrechtliche Ermittlungen „durchaus geeignet, um ein Disziplinarverfahren wegen der Beeinträchtigung des Ansehens des Dienstherrn einzuleiten“.

#### Strafverfahren bei dem Landgericht Halle wegen Verwendung einer SA-Losung in Merseburg im Mai 2021
Im Mai 2021 beendete Höcke eine Landtagswahlkampfrede in Merseburg mit den Worten „Alles für Deutschland“. Der Spruch war die Losung der SA und ist laut dem Wissenschaftlichen Dienst des Bundestags, dem Oberlandesgericht Hamm und der strafrechtlichen Literatur als verbotenes Verwenden von Kennzeichen verfassungswidriger Organisationen strafbar, wenn er in einer Rede auf einer Versammlung verwendet wird. Allerdings muss ein Vorsatz erkennbar sein; Strafverfahren gegen andere Personen wegen der Parole wurden in der Vergangenheit eingestellt, wenn diesen nicht sicher das Wissen nachzuweisen war, „dass es sich bei der Losung ‚Alles für Deutschland‘ um die einer verbotenen NS-Organisation handelt, zumal es sich um keine allgemein bekannte Parole nationalsozialistischer Organisationen handelt und sich auch aus dem Wortlaut kein Bezug zum NS-Regime ergibt“. Bei Höcke ist aufgrund seiner Vergangenheit als staatsexaminierter Geschichtslehrer jedoch davon auszugehen.
Im Juni 2021 erstattete der Landesvorsitzende der Grünen von Sachsen-Anhalt Sebastian Striegel Strafanzeige. Höcke habe den Satz nicht spontan geäußert, sondern zum „Abschluss einer durchorchestrierten Rede“ und als Vertreter einer vom Verfassungsschutz beobachteten Partei, der gerichtsfest als „Faschist“ bezeichnet werden dürfe.
Am 24. November 2021 hob der Thüringer Justizausschuss auf Antrag der Staatsanwaltschaft Halle (Saale) Höckes Immunität auf, um Ermittlungen zu Striegels Anzeige zu ermöglichen.
Am 16. Mai 2023 erhob diese Staatsanwaltschaft Anklage beim Landgericht Halle wegen Verwendens von Kennzeichen verfassungswidriger Organisationen. Es bestehe hinreichender Tatverdacht, dass Höcke um Herkunft und Bedeutung dieser Formel gewusst habe. Wie die Anklagebehörde ausführte, habe Höcke bereits die seltenen Begriffe „Tat-Elite“, eine Selbstbezeichnung der SS, sowie „Volksverderber“, einen Begriff aus Hitlers Mein Kampf, verwendet. Höcke habe, so die Staatsanwaltschaft in ihrer Pressemitteilung, „über seine Verteidigung die strafrechtliche Relevanz seiner Äußerung in Abrede gestellt.“
Am 13. September 2023 wurde bekannt, dass das Landgericht Halle das Hauptverfahren gegen Höcke eröffnete, jedoch nicht vor dem Landgericht, sondern vor dem Amtsgericht Merseburg. Nach einer sofortigen Beschwerde der Staatsanwaltschaft hob das Oberlandesgericht Naumburg diese Entscheidung auf und eröffnete das Verfahren vor dem Landgericht Halle. Die Staatsanwaltschaft habe rechtsfehlerfrei der Sache besondere Bedeutung zugemessen wegen der Stellung des Angeklagten und des öffentlichen Interesses. Am 14. Mai 2024 verurteilte das Landgericht Höcke zu einer Geldstrafe von 100 Tagessätzen zu je 130 Euro. Das Gericht war davon überzeugt, dass Höcke gewusst habe, dass die Parole verboten sei, und sie trotzdem verwendet habe. In der Urteilsbegründung wurde auf die enge Bekanntschaft Höckes mit einem Parteifreund hingewiesen, gegen den zuvor bereits wegen der Verwendung derselben Losung ermittelt worden war. Gegen das Urteil legte ein Verteidiger Höckes Revision ein. Im Anschluss warben die AfD Thüringen und Höcke per X bei der Anhängerschaft um Spenden zur Finanzierung der für die Strafverteidigung entstandenen Ausgaben (insbesondere für drei Strafverteidiger).

#### Strafverfahren bei dem Landgericht Mühlhausen wegen Volksverhetzung per Internetmessenger Telegram im Jahr 2022
Am 8. September 2023 hob der Thüringer Landtag Höckes Immunität wegen Verdachts der Volksverhetzung erneut auf. Grund war ein Ermittlungsverfahren der Staatsanwaltschaft Mühlhausen.
Das Landgericht Mühlhausen ließ die entsprechende Anklage zu, wie im Februar 2024 bekannt wurde.

#### Strafverfahren bei dem Landgericht Halle wegen Verwendung einer SA-Losung bei einer Versammlung in Gera im Dezember 2023
Im März 2024 wurde bekannt, dass der Landtag Thüringen nun mittlerweile zum achten Mal die Immunität Höckes aufgehoben habe. Ermöglicht werden sollten Ermittlungen der Staatsanwaltschaft Gera wegen des Verdachts, bei einer Versammlung in Gera im vorhergehenden Dezember erneut die Parole „Alles für Deutschland“ verwendet zu haben. Höcke soll in dieser Rede seinen bevorstehenden Prozess in Halle sowie den gegen ihn erhobenen Vorwurf erwähnt und dabei den ersten Teil „Alles für“ selbst gesprochen und dann das Publikum durch Gesten animiert haben, „Deutschland“ zu rufen. Wegen dieses Geschehens erhob die Staatsanwaltschaft Halle am 21. März 2024 Anklage und am 11. April 2024 ließ das Landgericht Halle auch diese Anklage zu und eröffnete das Hauptverfahren. Zunächst hatte das Landgericht Halle die Sache mit dem Verfahren wegen der Geschehnisse in Merseburg zur gemeinsamen Verhandlung verbunden, sie später jedoch wieder abgetrennt, so dass eine eigene Hauptverhandlung hierzu stattfinden wird. Höcke ließ sich nach vergeblichen Einstellungsanträgen seiner Anwälte am ersten Prozesstag ein, er sei „völlig unschuldig“; er sagte, er habe nicht damit gerechnet, dass Anwesende das dritte Wort aussprechen würden. Am 1. Juli 2024 verurteilte das Landgericht Höcke zu einer Geldstrafe von 130 Tagessätzen zu je 130 Euro. Auch gegen dieses Urteil wurde von Seiten Höckes Revision eingelegt.

### Gerichtsbeschluss zur Bezeichnung als Faschist
Am 27. September 2019 wollte Höcke in Eisenach bei einem Familienfest der AfD als Redner auftreten. Verschiedene Gruppen meldeten eine Gegenkundgebung unter dem Motto „Protest gegen die rassistische AfD, insbesondere den Faschisten Höcke“ an. Die Stadtverwaltung ließ das Motto verbieten, da sie die öffentliche Sicherheit und Höckes Persönlichkeitsrechte bedroht sah. Am 26. September 2019 hob das Verwaltungsgericht Meiningen das Verbot in einem Eilverfahren auf und erlaubte, Höcke öffentlich als Faschisten zu bezeichnen. Die Antragsteller hätten in dem Eilverfahren „in ausreichendem Umfang glaubhaft gemacht, dass ihr Werturteil nicht aus der Luft gegriffen ist, sondern auf einer überprüfbaren Tatsachengrundlage beruht“ und vor allem „die Auseinandersetzung in der Sache, und nicht – auch bei polemischer und überspitzter Kritik – die Diffamierung der Person im Vordergrund“ stehe. Daher sei die Meinungsfreiheit in diesem Fall nicht durch Persönlichkeitsrechte eingeschränkt; auch die öffentliche Sicherheit sei nicht gefährdet gewesen. Die angeführten Belege stammten aus Höckes Buch Nie zweimal in denselben Fluss und Presseberichten, wonach Höcke von einem neuen Führer, dem angeblichen „Volkstod durch den Bevölkerungsaustausch“ und einer „Reinigung“ Deutschlands von politischen Gegnern gesprochen und den Hitler-Faschismus relativiert hatte.
Im März 2020 untersagte das Landgericht Hamburg dem Berliner FDP-Fraktionsvorsitzenden Sebastian Czaja in einer einstweiligen Verfügung unter Androhung eines Ordnungsgeldes, zu verbreiten, Höcke sei von einem Gericht zum Faschisten erklärt worden: Das Verwaltungsgericht Meiningen habe nur „über die Zulässigkeit einer konkreten Meinungsäußerung in einem konkreten Kontext“ entschieden, jedoch nicht positiv festgestellt, dass Höcke ein Faschist sei.
Die Staatsanwaltschaft Frankfurt am Main hat im Juni 2023 ein Verfahren gegen einen Demonstranten eingestellt, der bei Anti-AfD-Protesten ein Plakat mit der Aufschrift „Björn Höcke ist ein Nazi“ trug. Es handle sich hier nicht um eine strafbare Beleidigung, sondern um ein „an Tatsachen anknüpfendes Werturteil“, so die Ermittler.

### Verfassungsschutzbehörden
Am 6. September 2018 erklärte das Amt für Verfassungsschutz Thüringen die AfD des Landes zum Prüffall, um festzustellen, ob sie dauerhaft beobachtet werden muss. Ausschlaggebend dafür waren Höckes Aussagen zur „Zeit des Wolfes“ sowie sein Aufruf zur Gehorsamsverweigerung an Bundespolizisten und Drohung gegen sie beim „Kyffhäusertreffen“ 2018, seine Teilnahme mit Neonazis am sogenannten Trauermarsch in Chemnitz und die These seines Buchs, nur ein „alleiniger Inhaber der Staatsmacht“ könne die „im letzten Degenerationsstadium“ befindliche Demokratie ablösen und „wieder in Ordnung bringen“.
Thüringens Verfassungsschutzleiter Stephan J. Kramer erklärte weitere Aussagen Höckes für verfassungsfeindlich: Die AfD sei „die letzte revolutionäre, […] die letzte friedliche Chance für unser Vaterland“; manchmal müsse man „das Recht in die eigenen Hände nehmen“; das Gedenken an die NS-Zeit sei ein „Erinnerungszwang“, der „unser nationales Selbstwertgefühl“ unterminieren solle.
Nach einer Ankündigung Höckes reichte die Thüringer AfD am 11. Dezember 2018 Klage gegen eine mögliche Beobachtung durch den Verfassungsschutz ein. Stephan Kramer und Landesinnenminister Georg Maier hätten falsche Tatsachen behauptet und unterstellt, die AfD arbeite mit Extremisten zusammen. Damit hätten diese gegen ihre Neutralitätspflicht und das Recht der Parteien auf Chancengleichheit verstoßen.
Im Jahre 2020 stellte das BfV „Motive des sekundären Antisemitismus“ in Höckes Schriften und Reden fest. So bezeichnete er Bundeskanzlerin Angela Merkel als „Soros-Kundin“ und behauptete, die „Kartellparteienpolitiker“ seien von „einer geschlossenen transatlantischen Elite“ abhängig. Der „entartete Finanzkapitalismus“ (ein Ausdruck der NS-Propaganda) halte die Deutschen in seinen „Klauen“. Höckes Vorstellung einer „Geldmachtelite“ als im Verborgenen agierenden „wahren politischen Gegner“, der systematisch die Auflösung oder Abschaffung ethnisch definierter Völker und Nationalstaaten anstrebe, entspricht laut BfV dem Narrativ der jüdischen Weltverschwörung. Er stelle die „Reichen und Gierigen“ auf der einen den „Fleißigen und Sparsamen“ auf der anderen Seite gegenüber, synonym zur nationalsozialistischen Gegenüberstellung von „schaffendem“ und „raffendem“ Kapital. Als auf antisemitischen Stereotypen basierend bezeichnete der Thüringer Verfassungsschutz Höckes Aussage 2022, dass auch die US-Amerikaner „stellenweise fremdbestimmt“ seien und sich „endlich von ihrem tiefen Staat […] [und] einem globalistischen Establishment befreien“ sollten.
Das rund 400-seitige Gutachten des Bundesamtes für Verfassungsschutz zur AfD vom 15. Januar 2019 zitiert Höcke mehrere hundert Mal und stuft den „Flügel“ der AfD vor allem wegen Höckes Aussagen als „Verdachtsfall“ ein, gegen den nachrichtendienstliche Mittel eingesetzt werden können. Basis des Gutachtens sind Internetaussagen, auf Videos aufgezeichnete Reden außerhalb von Parlamenten, bei Höcke auch frühere Aussagen als „Landolf Ladig“ und spätere aus seinem Buch „Nie zweimal in denselben Fluss“. In diesen Belegen fanden die Gutachter „stark verdichtete Anhaltspunkte“ für eine mit der Menschenwürde unvereinbare „extremistische Bestrebung“. Seine „Sofort Agenda“ gehe von einer „naturgegebenen Verschiedenheit von Völkern“ aus, die jede Integration unmöglich mache. Aussagen Höckes über „multikriminelle“ Gesellschaften und Moscheen als Symbole einer „Landnahme“ seien „klar fremdenfeindlich“. Sein „Flügel“ diffamiere Menschen muslimischen Glaubens, auch mit deutscher Staatsbürgerschaft, als „niederwertig“ und teile auch die antisemitische Verschwörungstheorie einer „Weltherrschaft über eine entkultivierte Menschheit“. Sein „ethnokultureller Ansatz“ strebe die „Rechtlosstellung“ von Ausländern, Muslimen und Andersdenkenden an. Höcke formuliere in „aller Klarheit“, „wie sehr ihm das ganze System und die im Wettbewerb stehenden Parteien verhasst sind und wie offensichtlich das Feindbild Merkel lediglich eine Chiffre für die Verachtung der Bundesrepublik insgesamt ist“. Seither beobachtet das BfV den Flügel systematisch.
Seit Anfang 2020 überwacht der Verfassungsschutz Höckes außerparlamentarische Aktivitäten mit nachrichtendienstlichen Mitteln.

### Satire und Kunst

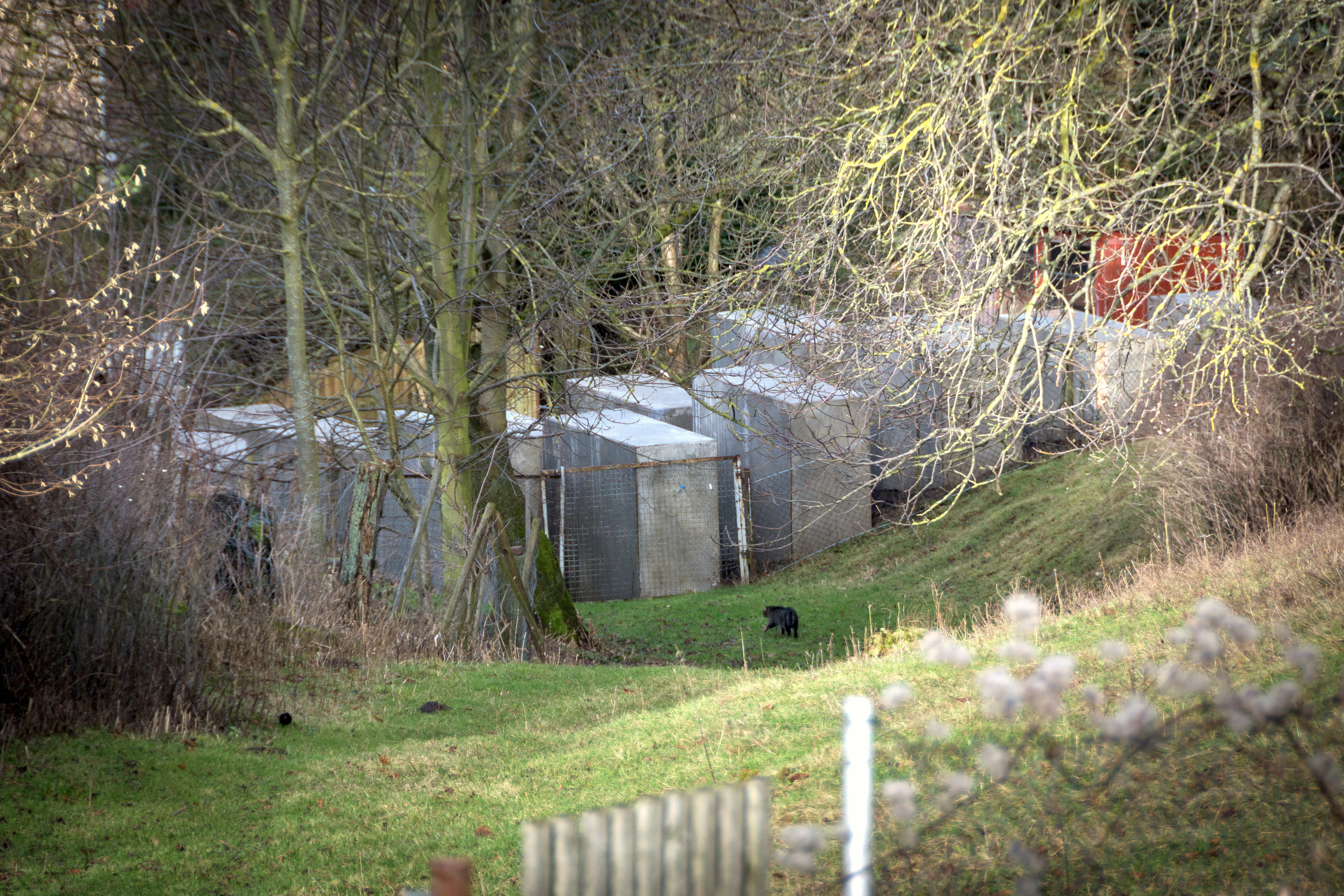
Nachbildung des Berliner Holocaust-Mahnmals in Bornhagen

Als Reaktion auf Höckes Dresdner Rede vom 17. Januar 2017 (siehe Abschnitt Geschichtsrevisionismus) mietete das Zentrum für Politische Schönheit (ZPS) im April 2017 neben Höckes Wohnhaus in Bornhagen ein Grundstück, auf dem die ZPS-Aktionskünstler am 22. November 2017 einen verkleinerten Nachbau des Berliner Holocaustmahnmals mit 24 Stelen enthüllten. Sie verlangten von ihm, analog zu Willy Brandts Kniefall von Warschau 1970 auf die Knie zu fallen und aufrichtig um Vergebung für die deutschen Verbrechen im Zweiten Weltkrieg zu bitten. Künstler, Kunstwerk, Besucher und Journalisten wurden mehrfach angegriffen. Ein Ermittlungsverfahren wegen des Verdachts der versuchten Nötigung wurde im November 2018 eingestellt.
Der rechtsgerichtete Staatsanwalt Martin Zschächner leitete am 29. November 2017 Ermittlungen wegen „Bildung einer kriminellen Vereinigung“ gegen das ZPS ein – kurz nachdem Höcke die Aktionskünstler auf einer Konferenz des Magazins Compact als „Terroristen“ und „kriminelle Vereinigung“ bezeichnet hatte. Das Verfahren wurde nach starker öffentlicher Kritik im April 2019 eingestellt. Das ZPS erhielt genügend Spenden, um den Erhalt des Kunstwerks noch mindestens sieben Jahre lang zu finanzieren (Stand Februar 2018).
Im Oktober 2018 stellte Höcke unter Polizeischutz sein Buch Nie zweimal in denselben Fluss auf der Frankfurter Buchmesse vor. Der Satiriker und EU-Abgeordnete Martin Sonneborn versuchte – verkleidet als Claus Schenk Graf von Stauffenberg – eine Aktentasche in Höckes Nähe abzustellen, um an Stauffenbergs Attentat vom 20. Juli 1944 auf Adolf Hitler zu erinnern. Sonneborn wurde jedoch nicht eingelassen.
Im März 2015 druckte die Thüringer Allgemeine einen Leserbrief, in dem Höckes Vorname irrtümlich mit „Bernd“ angegeben war. Nachdem dieser sich über die Verwechslung öffentlich empört hatte, benutzte Oliver Welke den falschen Vornamen in seiner heute-show als Running Gag; andere Satiriker taten es ihm nach. Infolgedessen kommt es gelegentlich auch durch Medien und Politiker zum versehentlichen Vertauschen des Namens.

### Petition mit dem Ziel der Grundrechtsverwirkung
Im Jahr 2023 wurde eine Petition gestartet, die fordert, Höcke die Wählbarkeit abzuerkennen. Die Petition beruft sich auf Artikel 18 des Grundgesetzes, der die Verwirkung von Grundrechten regelt. Das Kampagnennetzwerk Campact setzte sich in diesem Zusammenhang zum Ziel, mindestens 1,7 Millionen Unterschriften zu sammeln, um die Bundesregierung zu einem Verwirkungsantrag gegen Björn Höcke zu drängen. Die Anwendbarkeit des Artikels 18 GG wurde von der Rechtswissenschaftlerin Gertrude Lübbe-Wolff ins Gespräch gebracht. Dieses Mittel sei – im Vergleich zu einem Parteiverbot – eine schlankere Version der Demokratieverteidigung. Andere Kommentatoren wiesen diesbezüglich darauf hin, dass die Auswirkungen eines solchen Verfahrens überschätzt, die Risiken hingegen unterschätzt werden würden.

### Filme
Mitte 2024 wurde der Dokumentarfilm Höcke. Und seine Hintermänner ausgestrahlt, der vom WDR und NDR für die ARD produziert worden ist. Die Dokumentation zeigt Höckes Vernetzung in der Neu-Rechten-Bewegung und zu deren Chefideologen Götz Kubitschek auf.
Im August 2024 hatte der Film Der lange Anlauf des Dresdner identitären Vereins Filmkunstkollektiv in privatem Kreis Premiere. Der Film ist 100 Minuten lang und verbindet Situationen aus dem Leben Höckes mit aktuellen Szenen. Der Film wurde auf YouTube veröffentlicht. Die Stuttgarter Zeitung verglich das an Personenkult erinnernde Werk mit dem propagandistischen Selbstporträt Hitler über Deutschland, mit dem dieser seinen Reichstagswahlkampf vom Sommer 1932 verewigen ließ.